# PARK YOHO

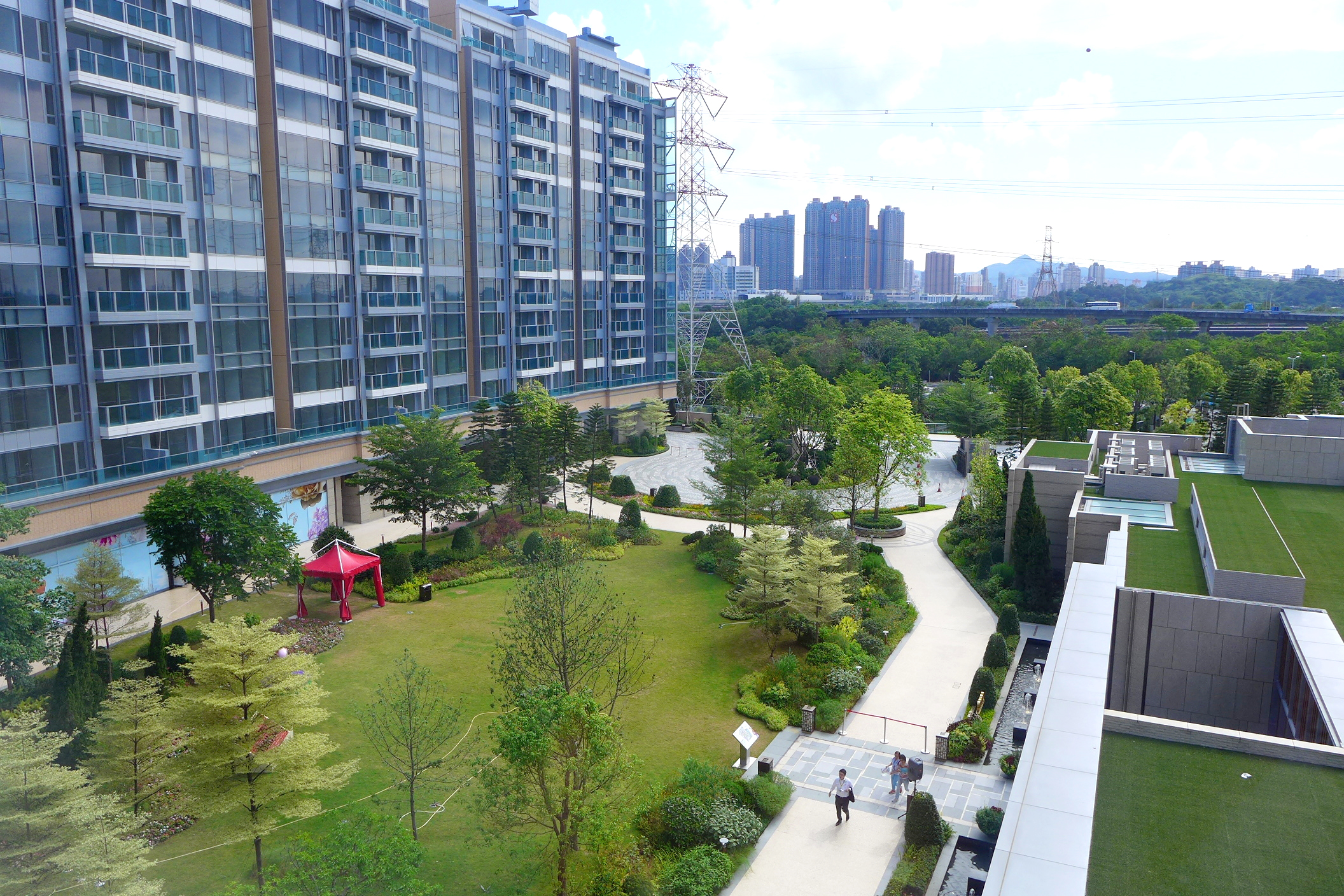
Park YOHO 1B期綠化區

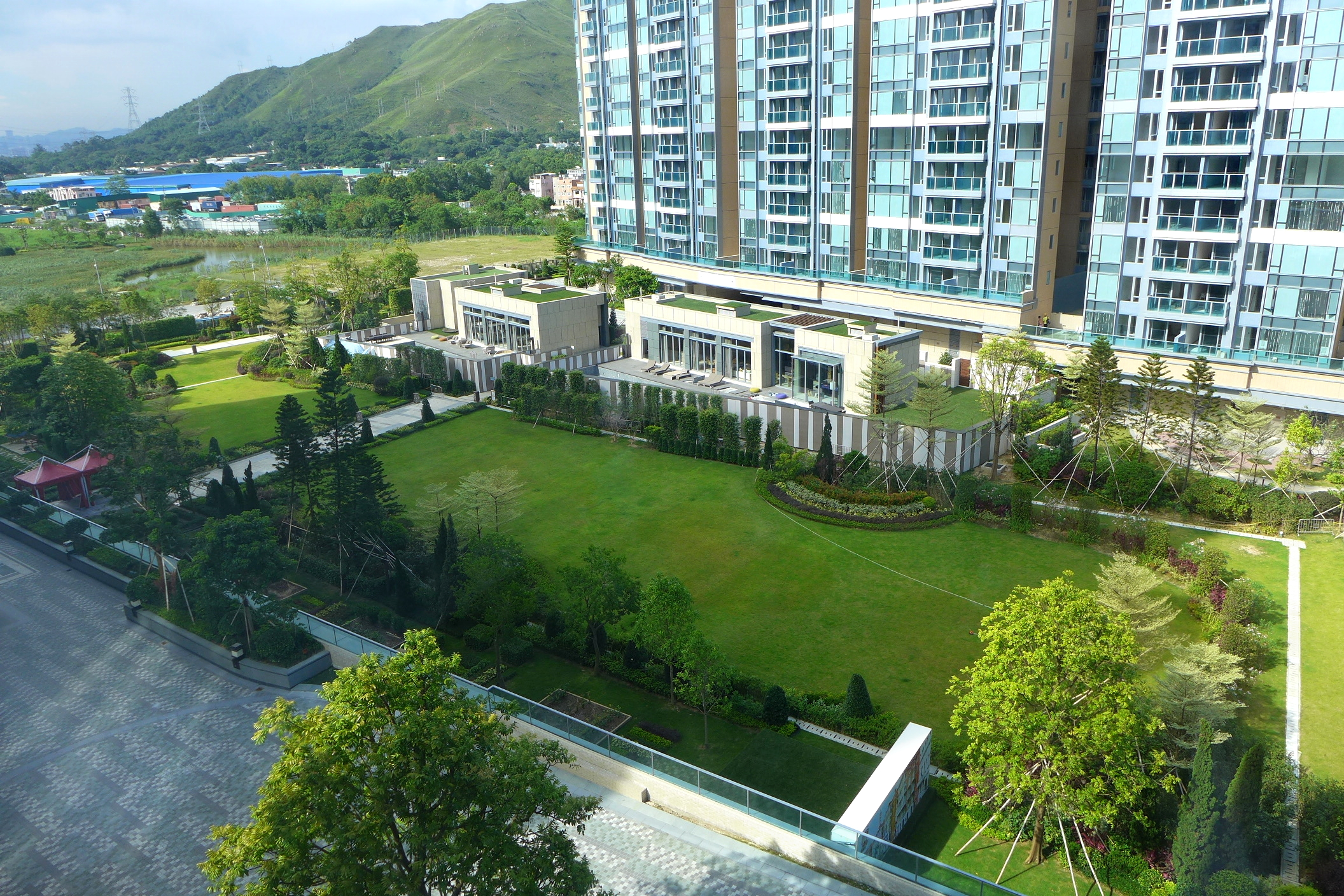
Park YOHO 1A期與1B期之間的綠化區，預留作北環綫用

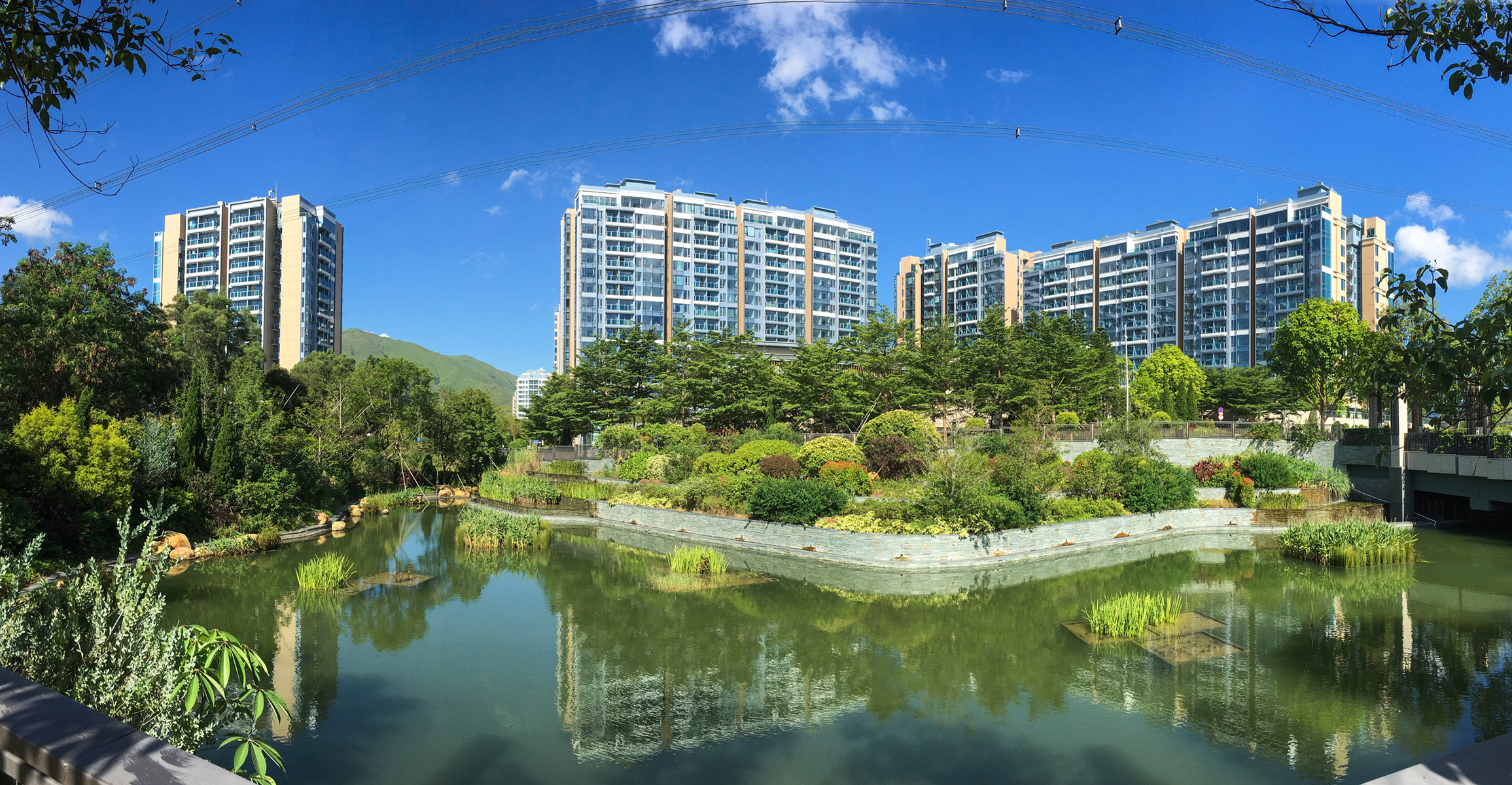
Park YOHO 主入口設湖畔，上方為架空電纜

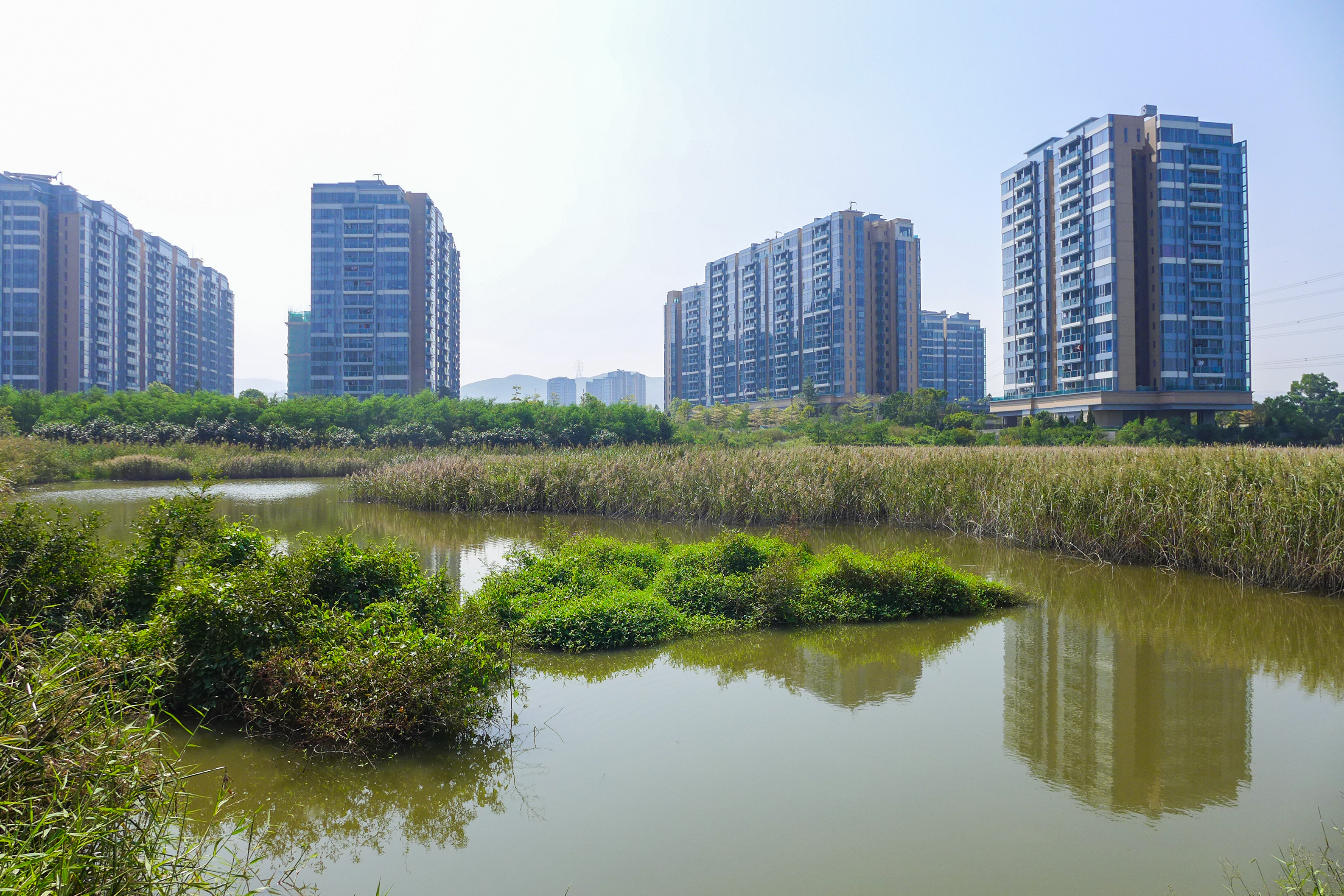
Park YOHO 生態保育區，保養將有一部分是買家負責，一部分是發展商負責

峻巒（英語：PARK YOHO，前稱：Acappella、Park Vista），位於香港新界元朗區錦田北沙埔青山公路潭尾段18號，是新鴻基地產的大型中密度住宅項目YOHO系列之一，由呂元祥建築師事務所設計。
物業於2014年開始興建，2016年10月至2018年分階段落成。示範單位設於環球貿易廣場及現樓。

## 名稱
項目名稱在初期稱為Acappella，不過到2015年9月開售前易名Park Vista，唯住宅在2015年11月銷售期間表現緩慢，截至同年12月尾累售150伙，原計劃在2016年年初銷售的1B及1C期最終擱置。到2016年1月，改由新地副董事總經理雷霆負責銷售項目，並大改樓盤中、英名標誌設計。
2016年4月28日，新地將項目易名為Park YOHO作市場推廣名稱。關於期數的任何公契、臨時買賣合約、買賣合約、轉讓契及契據仍會展示Park Vista，是現時項目的唯一名稱。
2016年5月10日，Park YOHO Venezia (1B期) 及Park YOHO Sicilia (1C期) 作為正式名稱列於買賣合約內，不設中文名。

## 住宅

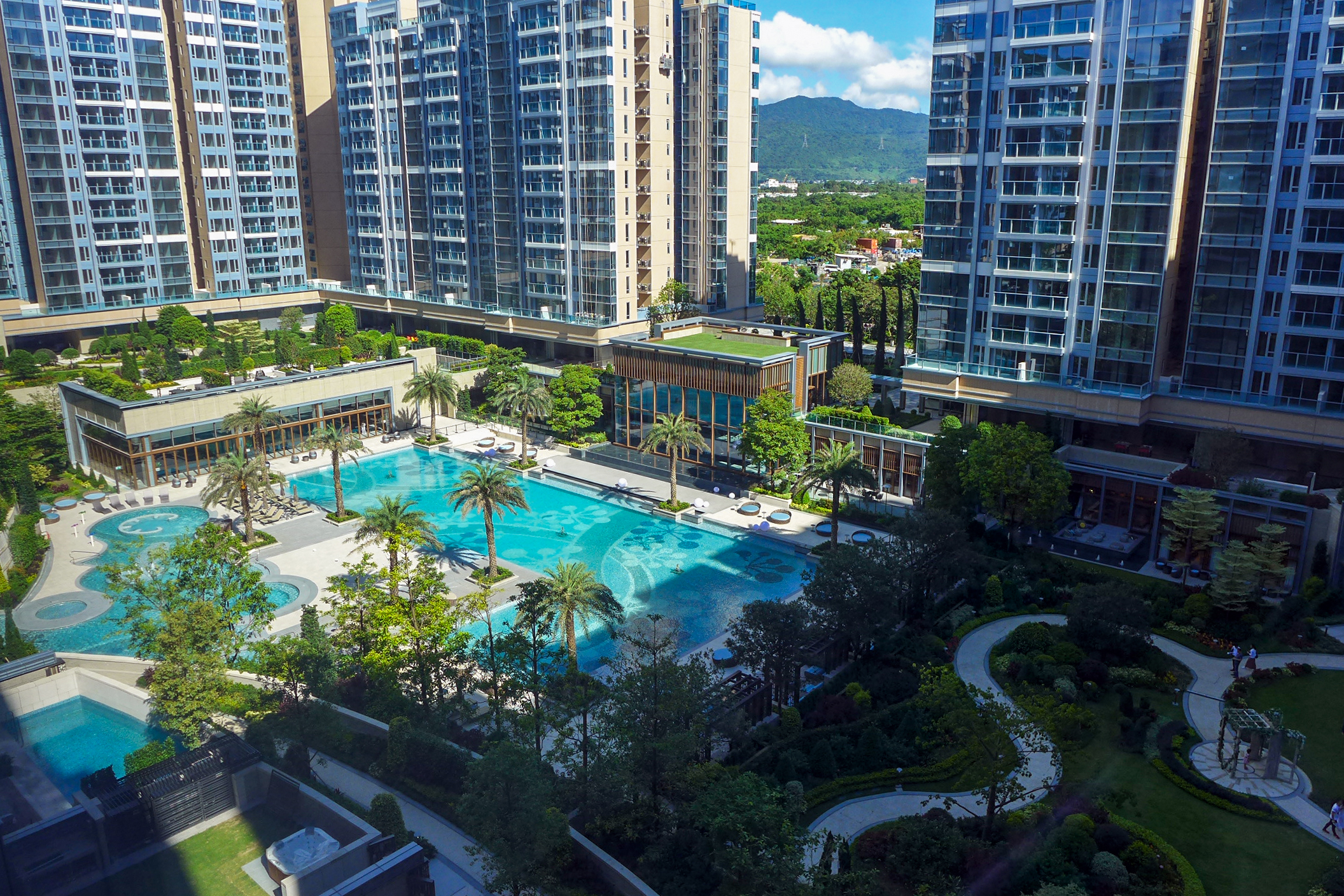
Park Yoho Genova內園

住宅共設三期，涉31座，提供逾3,000伙單位。第1期分為3部份發展。1A期涵蓋第9至第11座，涉362伙，包括2房及3房單位；1B期PARK YOHO Venezia涵蓋第2座、3座及第5至7座，涉499伙，包括1房至3房單位，設歐陸式園林及湖景；1C期PARK YOHO Sicilia前方為私人濕地，故以意大利西西里島作命名；僅涉1座，佔166伙，包括開放式至3房單位，而各期的地下及頂層均設特色單位。
第2A期PARK YOHO Genova，設8座住宅大樓，部分座數細分A及B兩翼，提供683伙，面積229至1,873平方呎，在2017年6月以現樓形式發售，2018年5月陸續收樓入伙。第2C期PARK YOHO Milano由5座組成、提供538伙單位，在2018年7月以現樓形式發售，入場費427.8萬元。首批328伙單位吸引近萬人到場排隊揀樓，人龍一度由環球貿易廣場排到西隧收費亭附近。
而2B期命名為PARK YOHO Napoli，由8座大樓組成，共提供712伙，間隔由開放式至4房不等，在2018年9月推售，首批144伙折實平均實呎15,211元，屬PARK YOHO系列中平均呎價最貴的一期。發展商計劃將其中100伙保留作收租用，意向呎租約30元。
第3期，亦是全盤最後一期命名為PARK YOHO Bologna，以意大利北部歷史文化城市Bologna來命名。項目為單棟式物業，提供164伙單位，分第8A及8B兩翼，戶型涵蓋開放式至三房單位，實用面積方面由257至1155平方呎，屬總數七期項目之中伙數最少、密度最低的一期。當中每座F室特設1房複式單位，實用面積433平方呎，合共有16伙。而兩房複式戶僅設兩伙，位於8A及8B座的16至17樓F室。項目在2022年10月開售，並設現樓示範單位。發展商在新一份施政報告公布前夕開價，首批50伙折實均呎13,088元，項目實用面積279方呎的開放式戶折實價約391萬元起，為2022年最平新盤。

## 花園
Park YOHO是全港唯一屋苑擁有私人濕地花園，坐擁逾120萬呎綠化環境，設12個歐陸式主題花園，媲美九龍公園。濕地不作對外開放，僅供屋苑住戶享用。同時設有約50萬呎生態保育區「候花園」及觀賞湖畔，保育費用有一部分由業主負責，大約每戶40元，另一部分是發展商負責。
保育區「候花園」有超過180個自然物種，濕地7月開放後計劃以先到先得的報名形式，收費為$10。

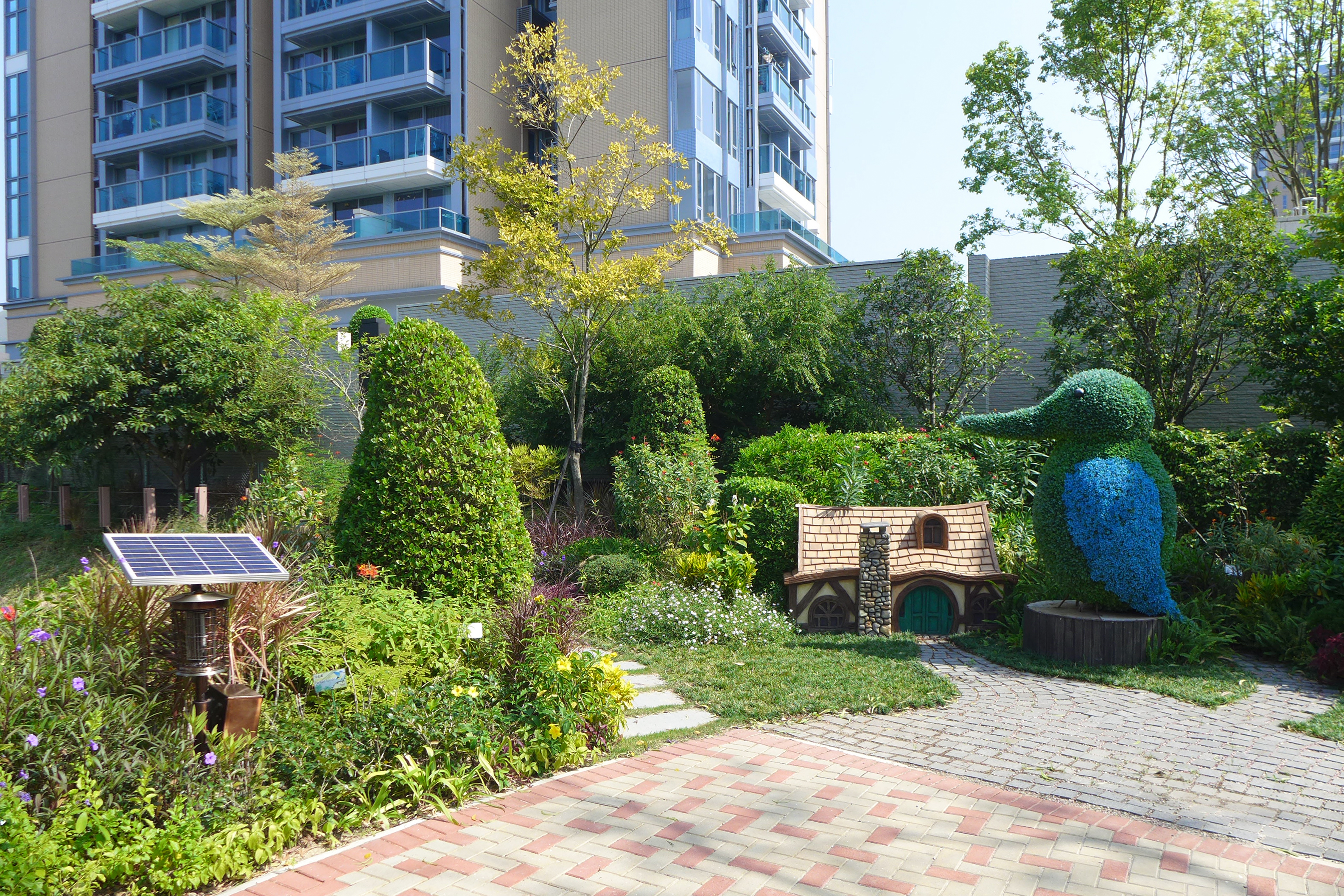
「候花園」園景
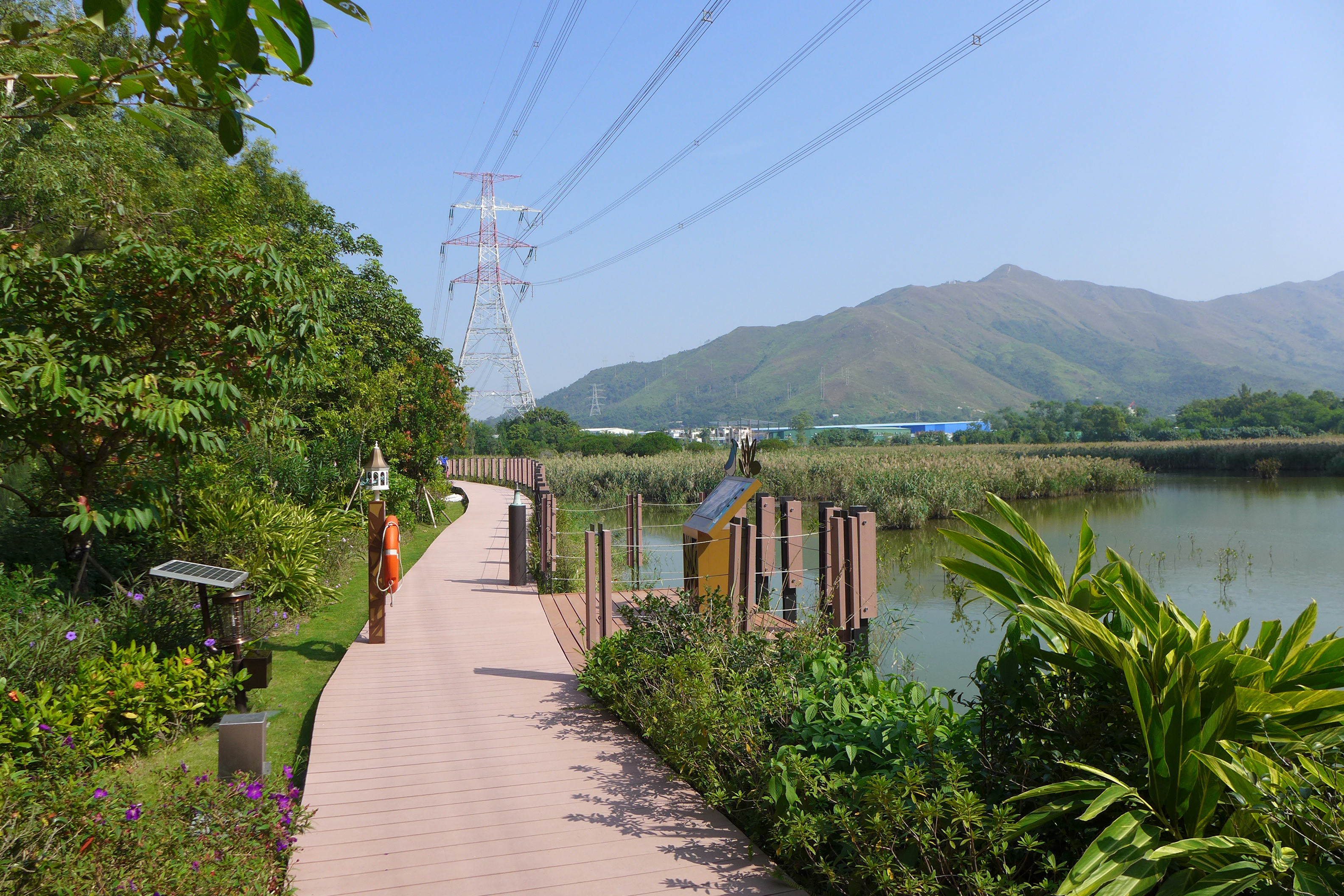
「候花園」內設資訊台
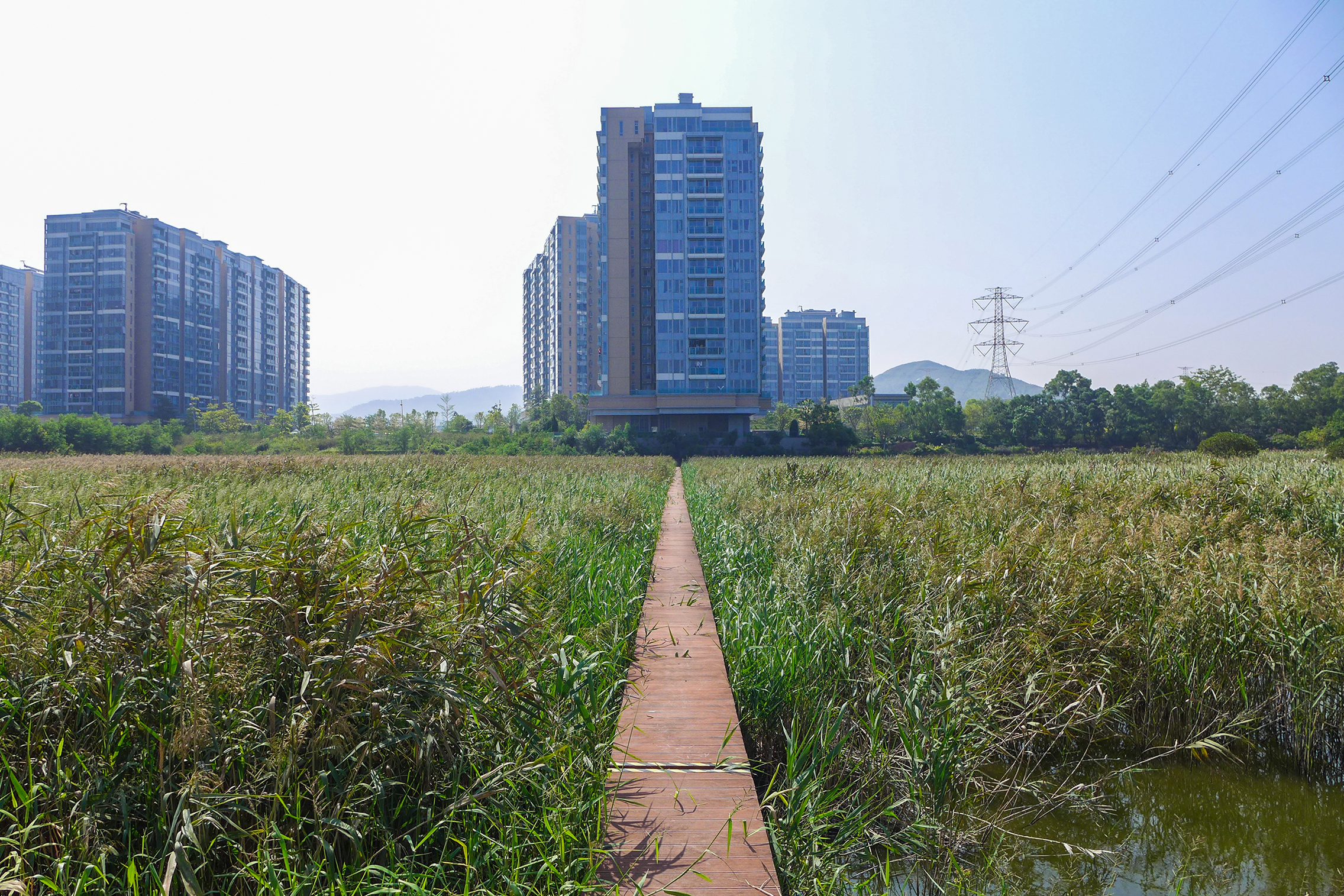
「候花園」內的木道
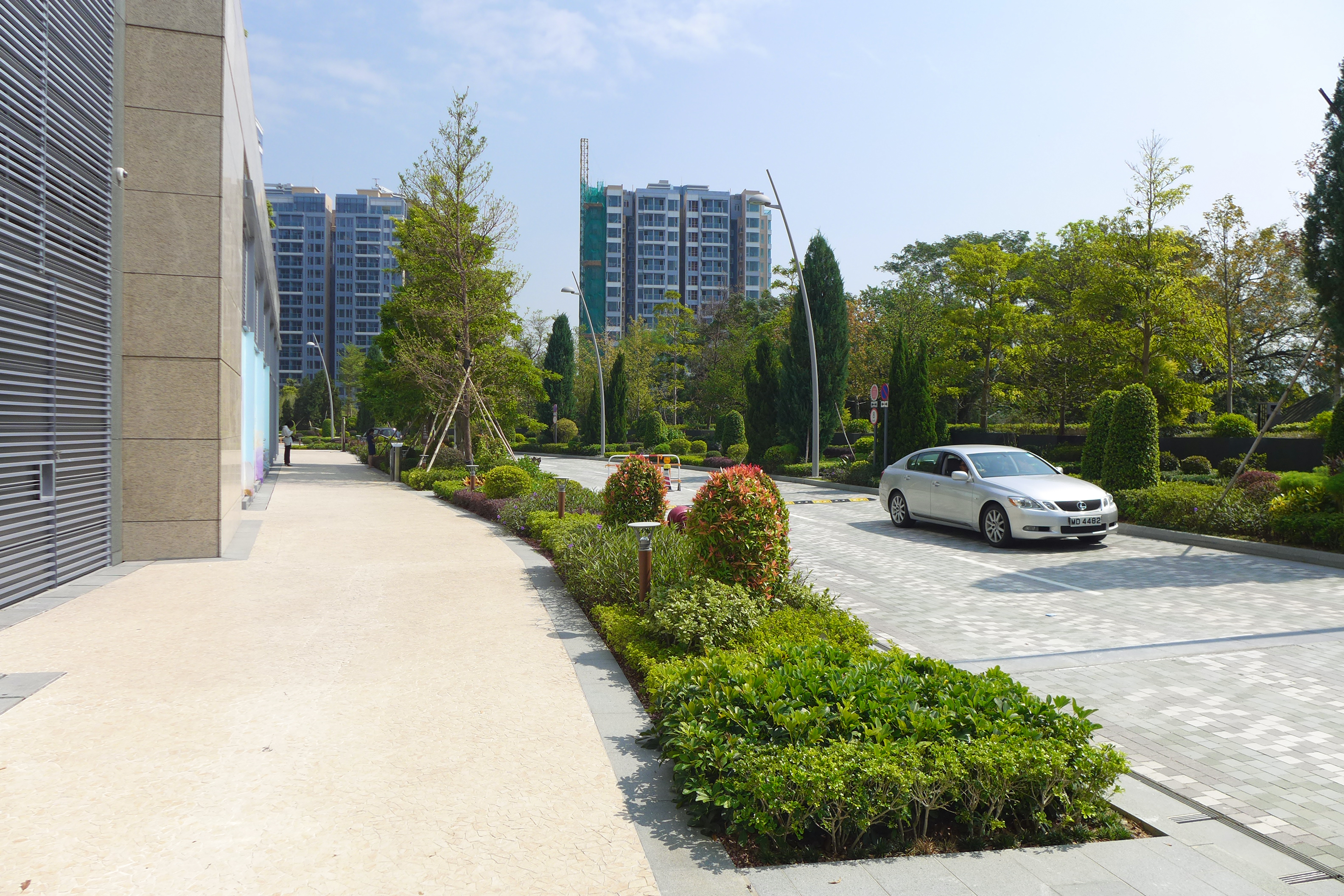
車道旁設大量綠化

## 會所

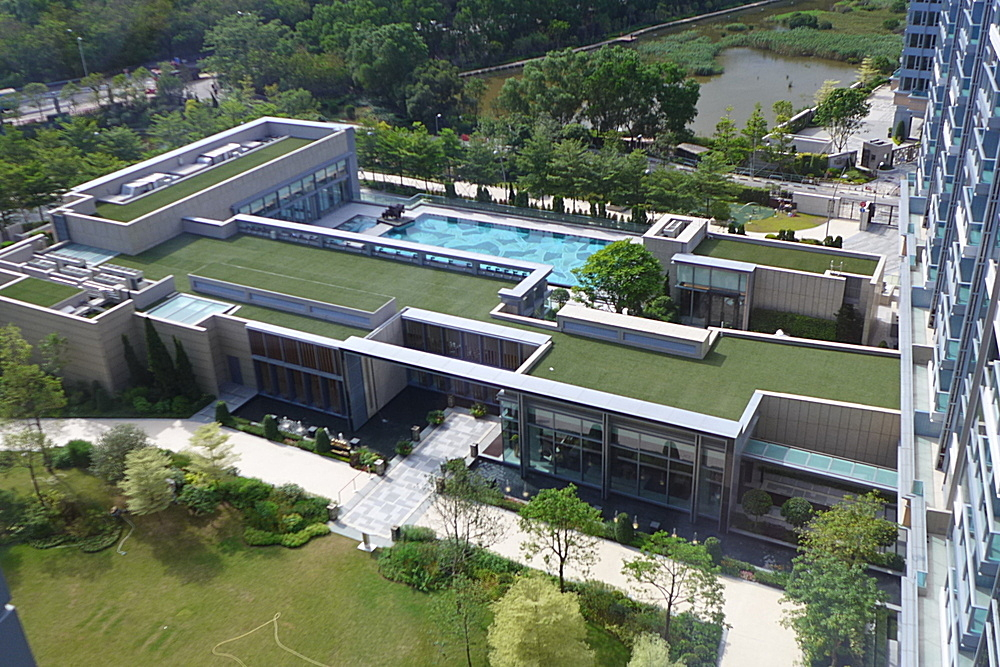
會所Club COMO

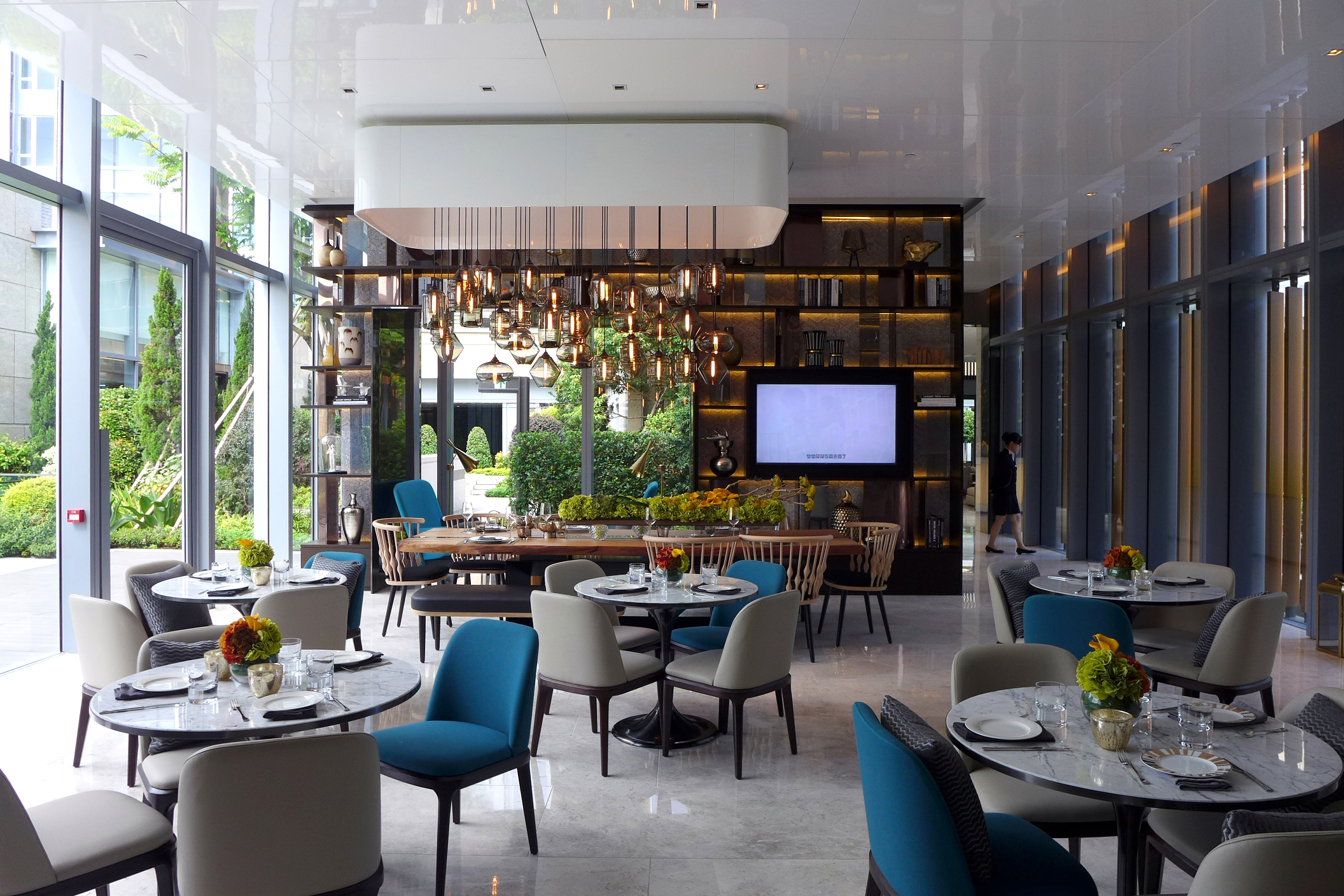
會所Club COMO 餐廳

Park YOHO設兩個會所，面積逾12萬呎，原稱Club Vista以及Club Vista LUXE。到2016年6月改名為Club COMO以及Club GARDA，連同公用花園及遊樂休憩場地，室內外總面積約為76萬方呎。
會所提供超過70項設施。當中泳池有6個，包括室內、外泳池，最大泳池長50米，同時，會所亦設有水動健身室及繽紛水世界。設施包括5間宴會廳、2個大型健身室、4間餐廳、蒸氣及桑拿浴室、閱讀室、環巒跑步徑、兒童天地、健身站、愛寵樂園、育嬰室、大型草地、真草地網球場、單車站及燒烤庭園等。其中提供露營設施的「營樂園」有兩棵寓意長壽吉祥的巨型榕樹。
另設有三間別墅大屋供住戶使用，備學廚及室內鐵板燒設備。

### Club COMO

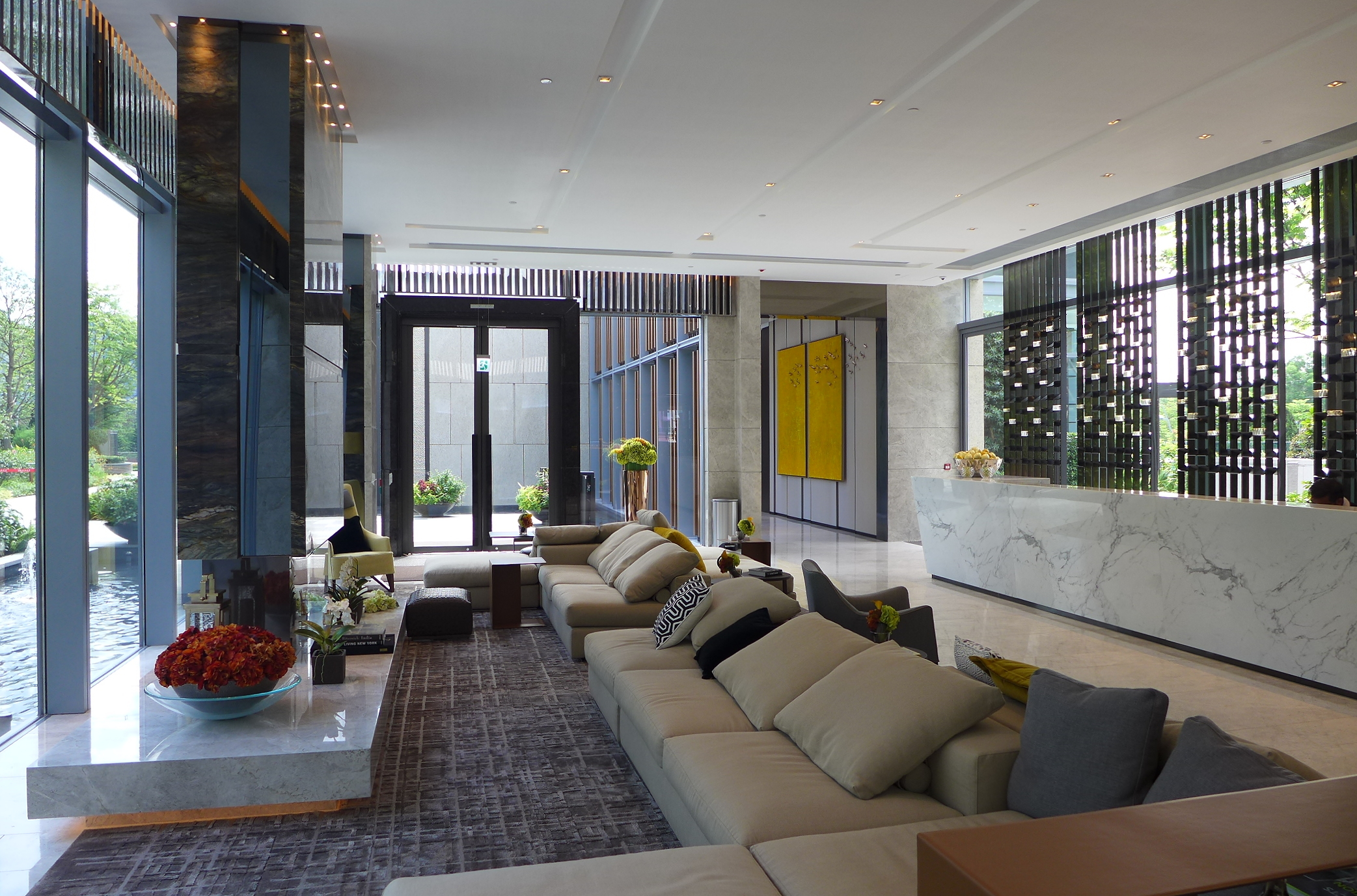
會所大堂
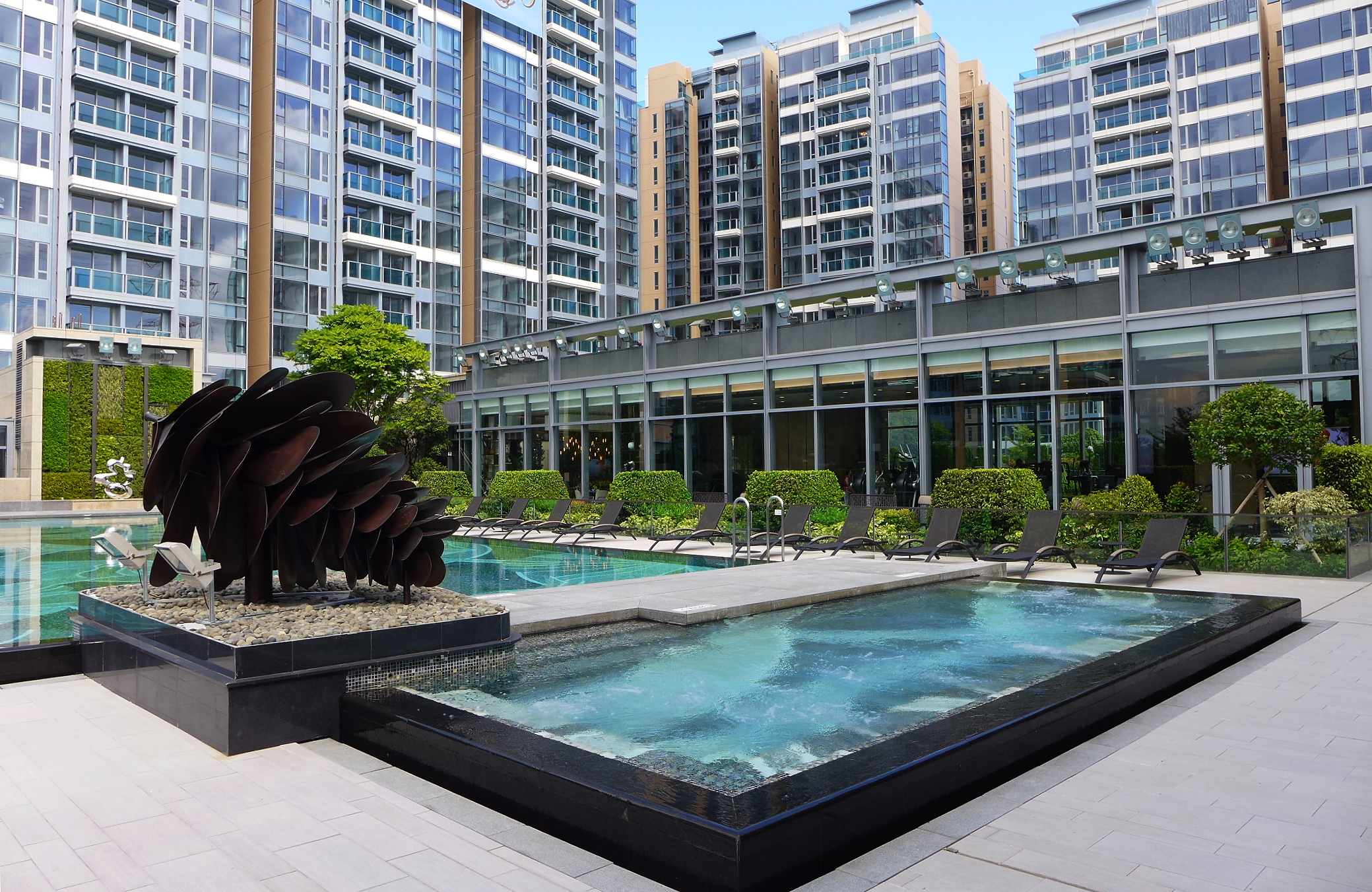
室外泳池
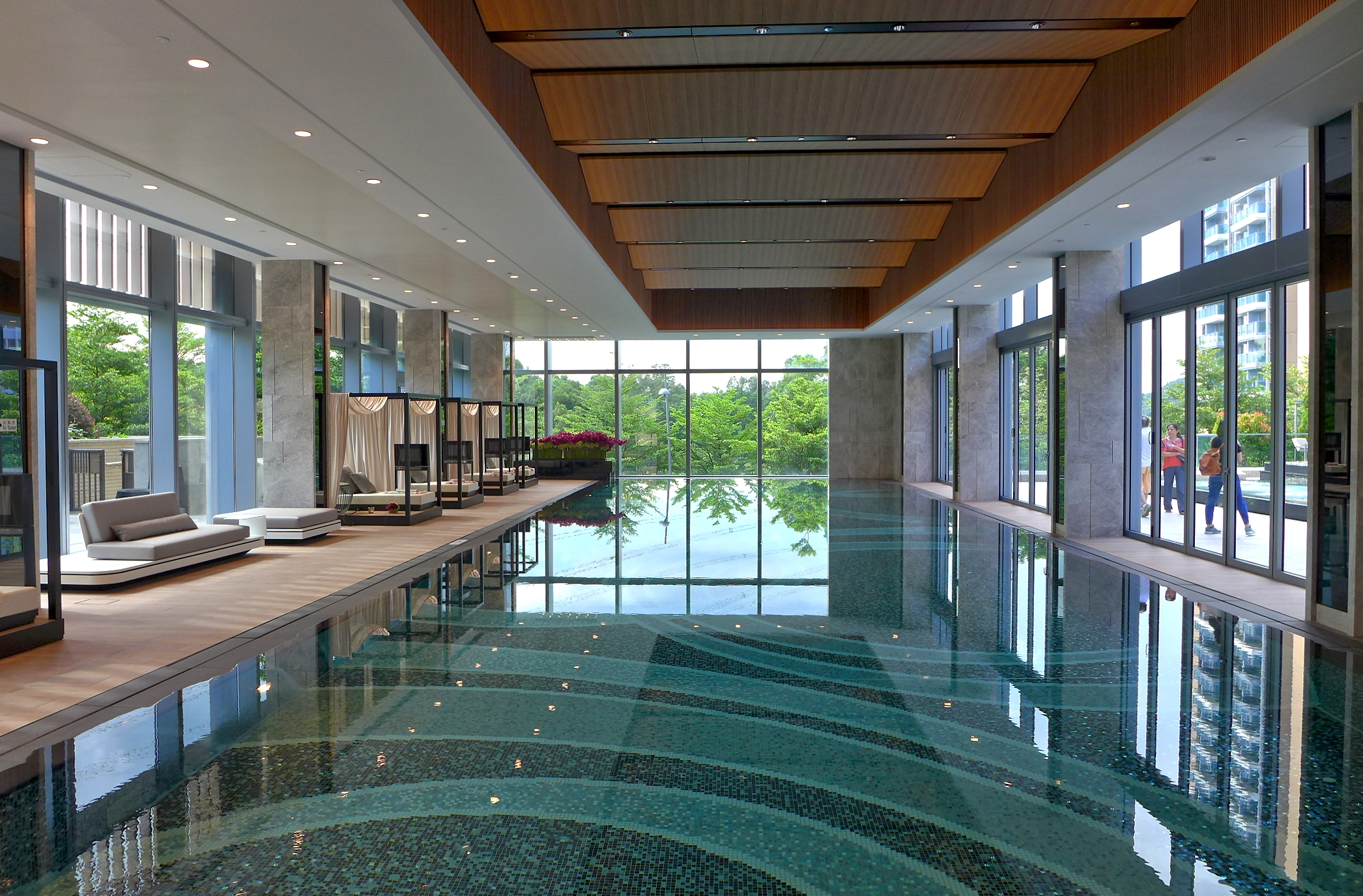
室內泳池
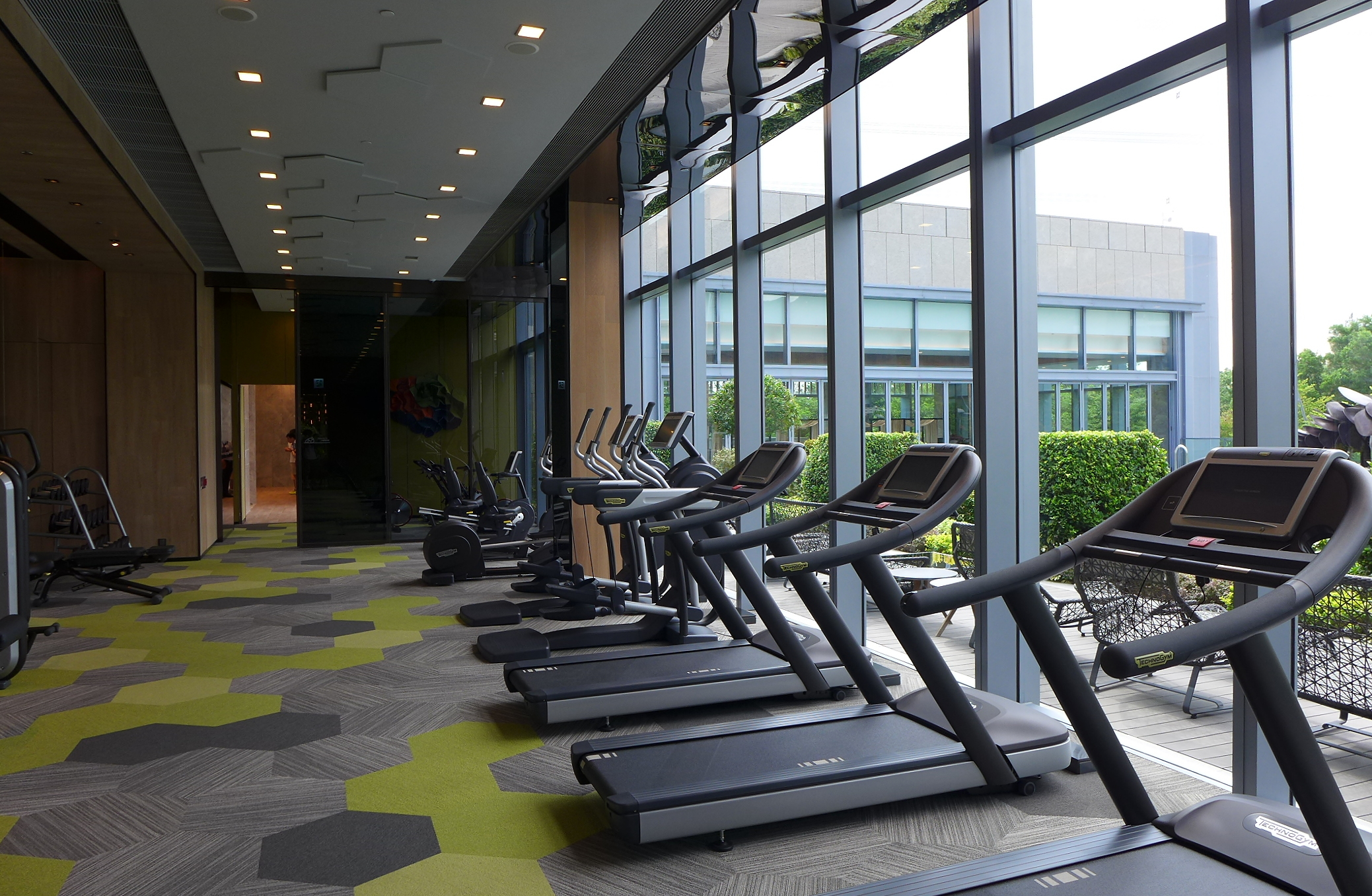
健身室
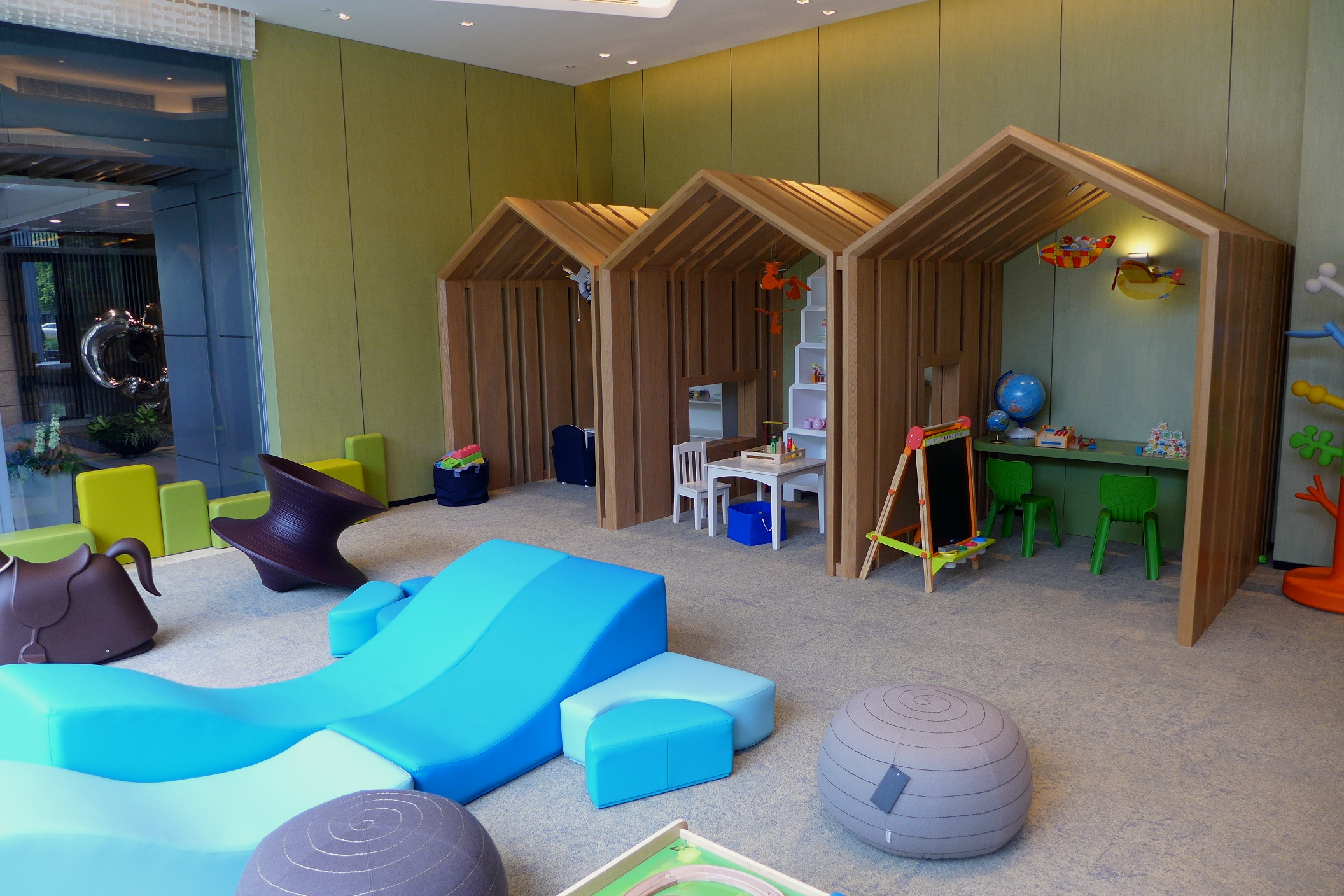
兒童天地

### Club GARDA

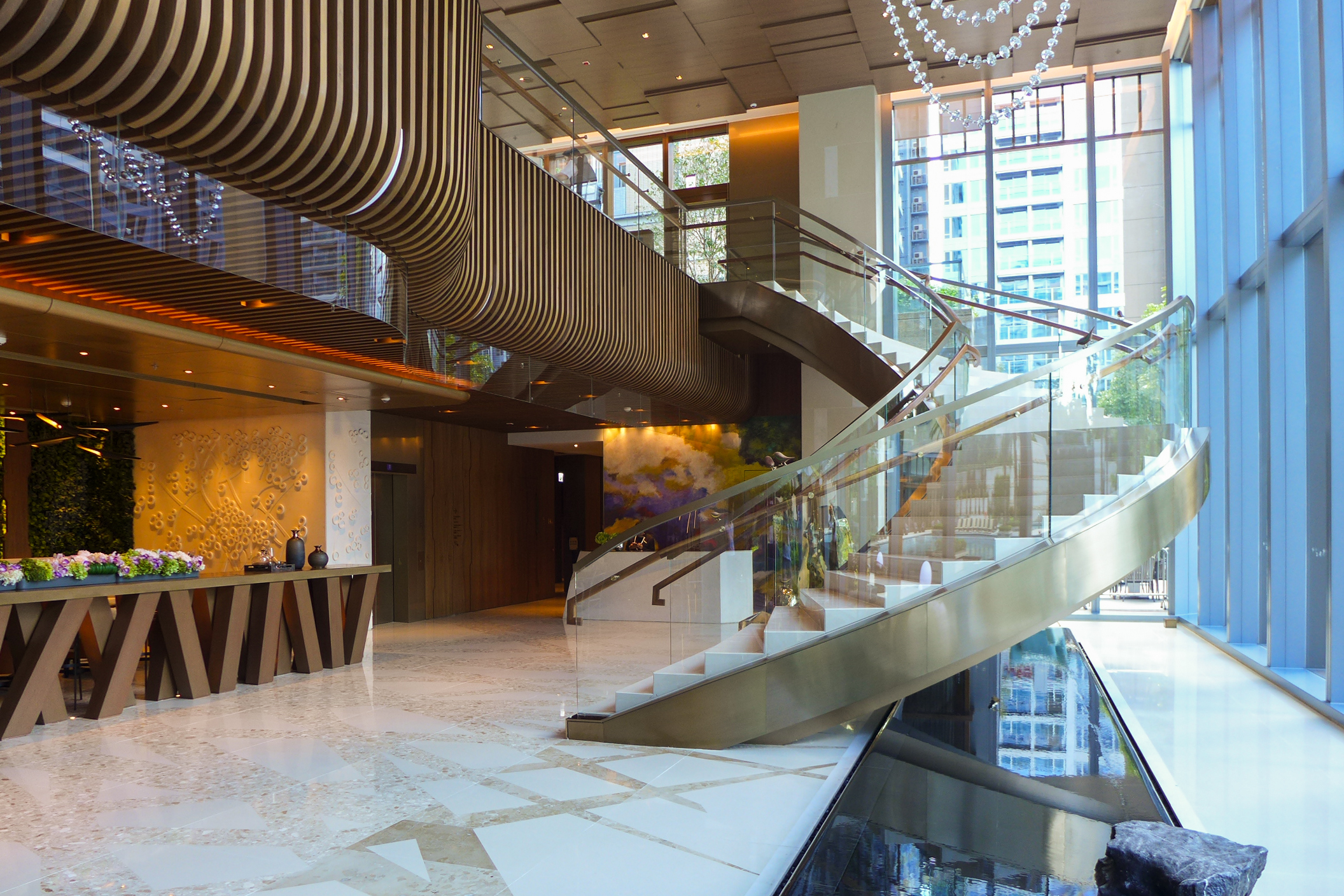
Club GARDA大堂

Club GARDA位於Park YOHO 2A期，設施包括50米長室外泳池、26米兒童泳池、暢樂泳池及25米長室內泳池、健身室、拳擊擂台、兒童遊樂室、理髮店「悅容妝」、修甲服務、2間水療房、麻雀室、宴會廳、茶座PARK YOHO Cafe、酒吧和餐廳。會所外的3000方呎中央草地可作野餐或舉行婚禮場地。

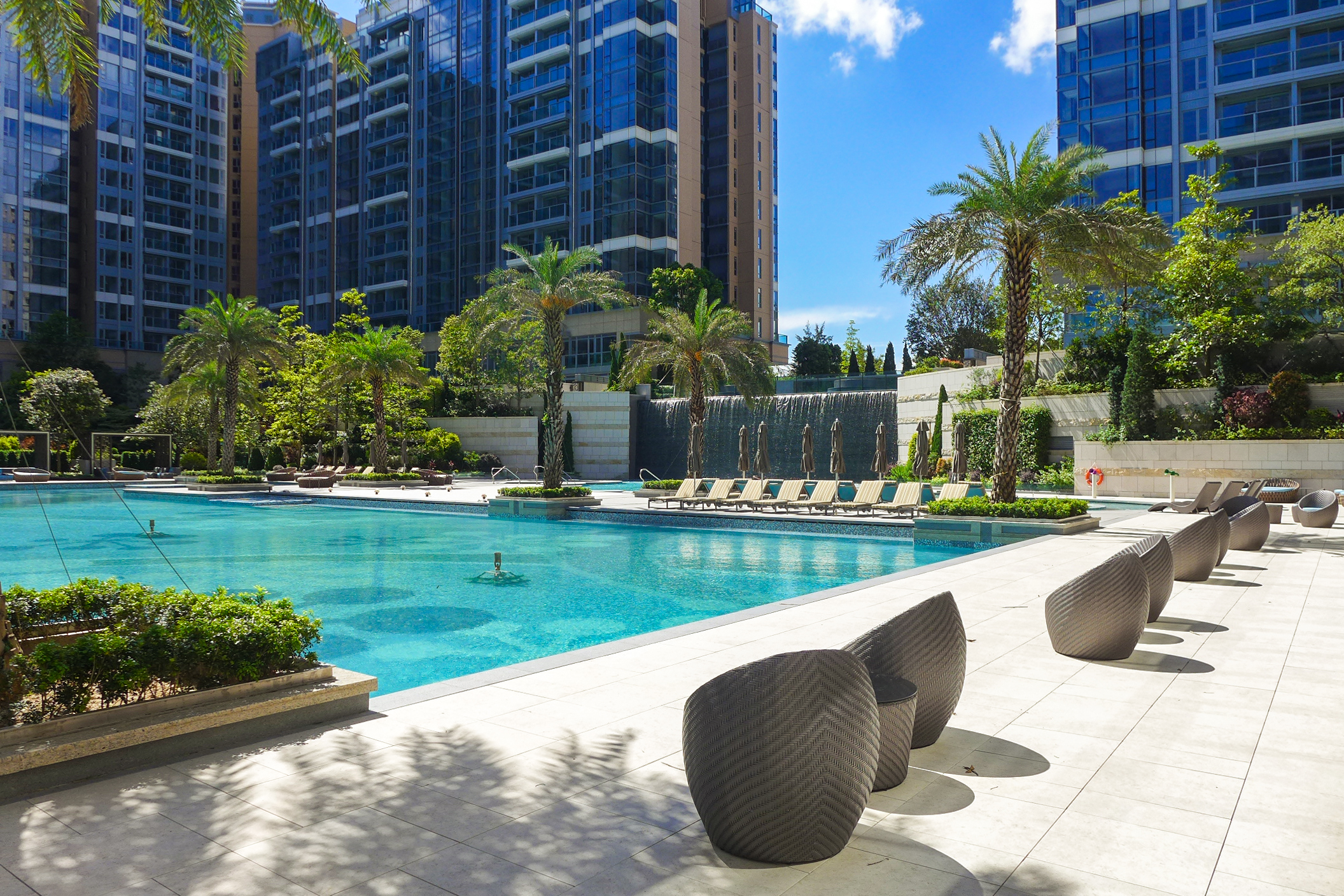
50米長室外泳池
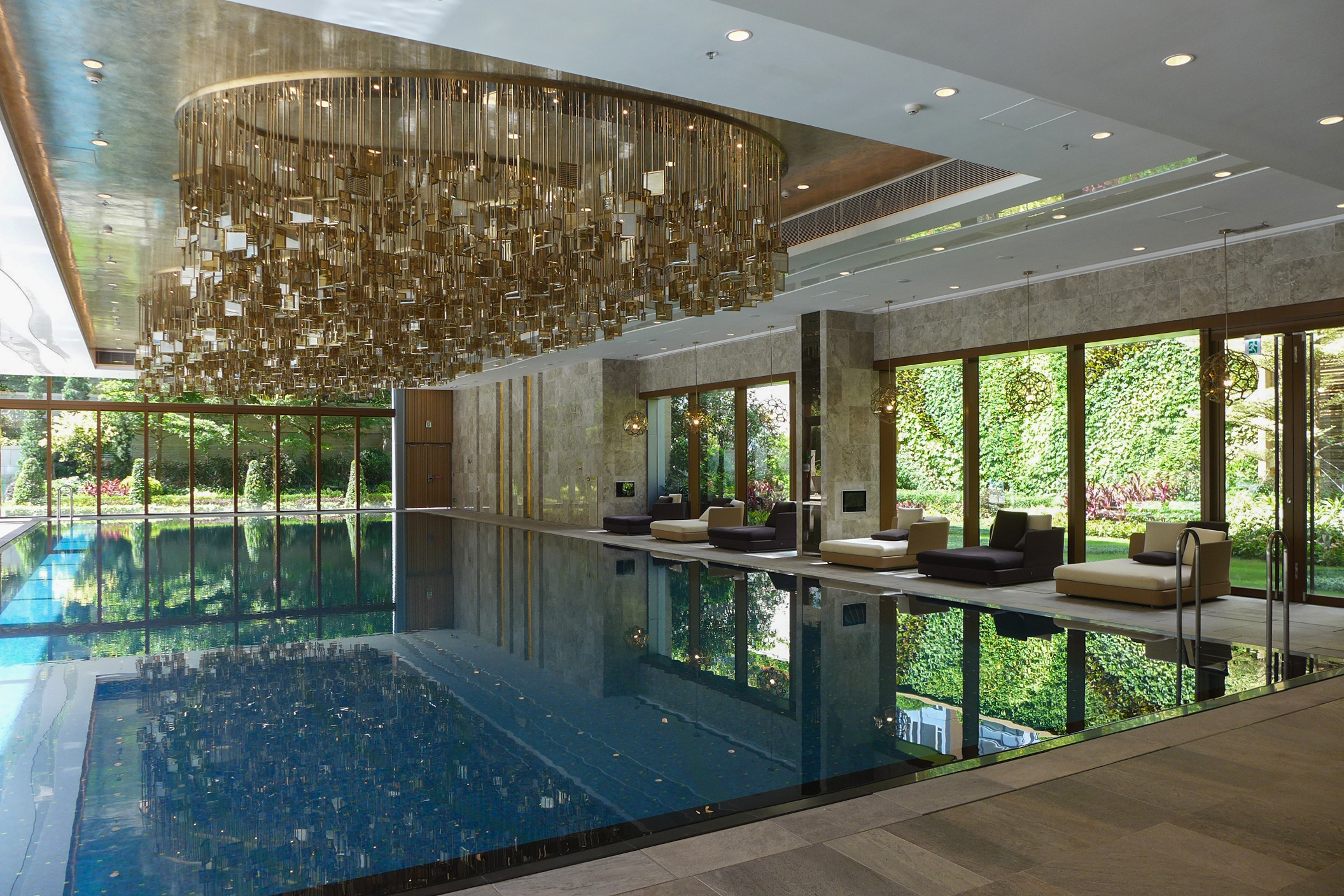
25米長室內泳池
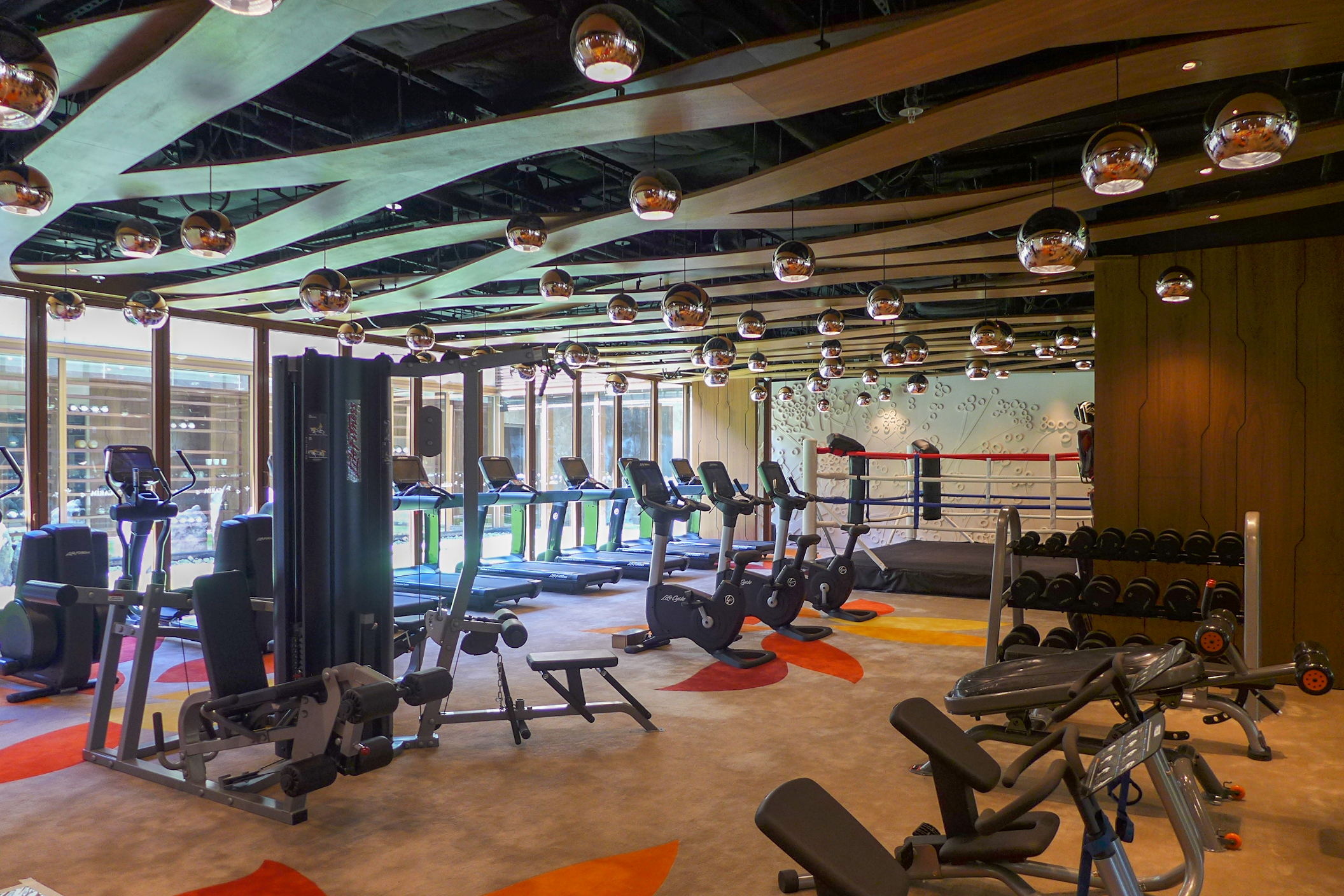
健身室
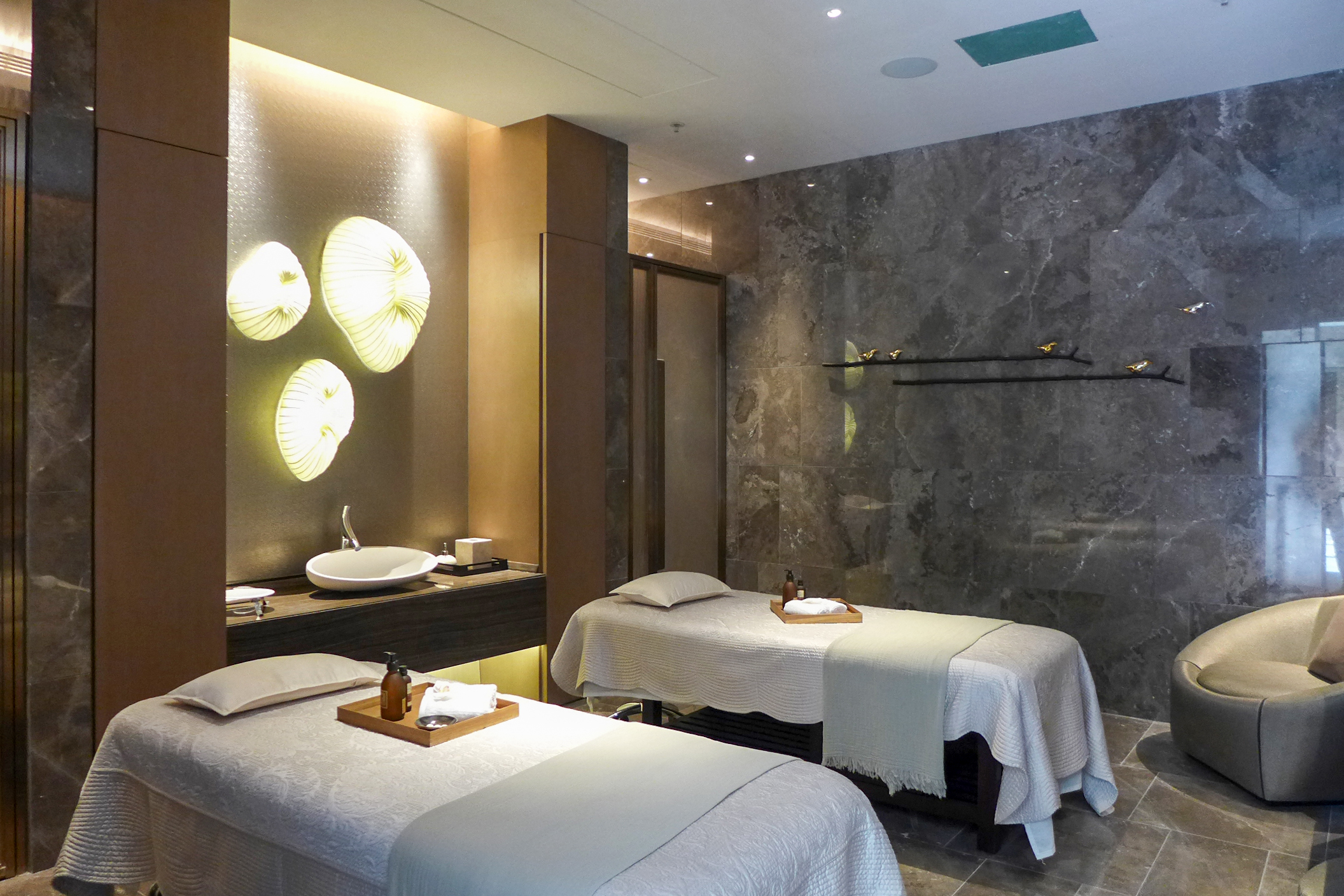
水療房
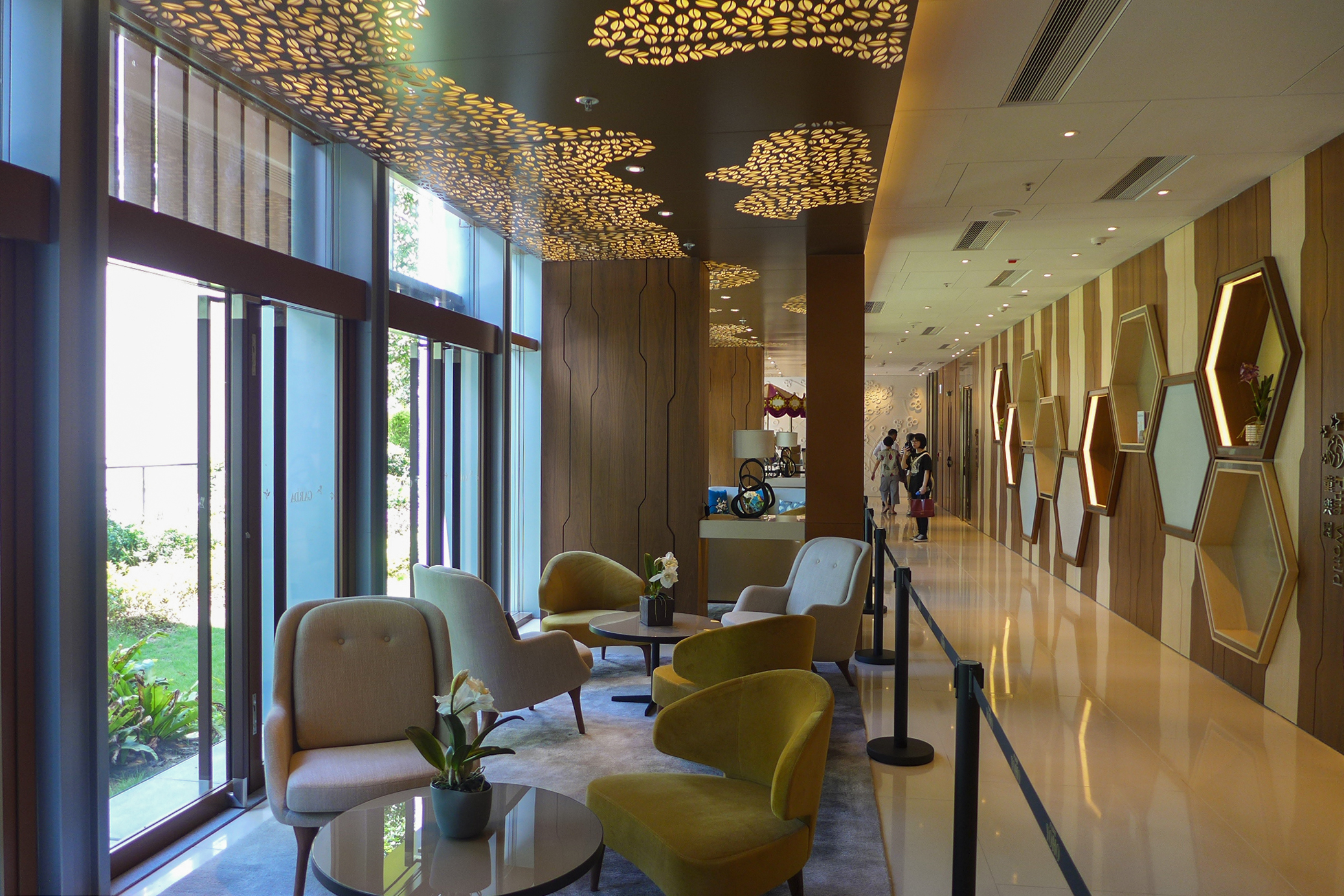
大堂閒座區
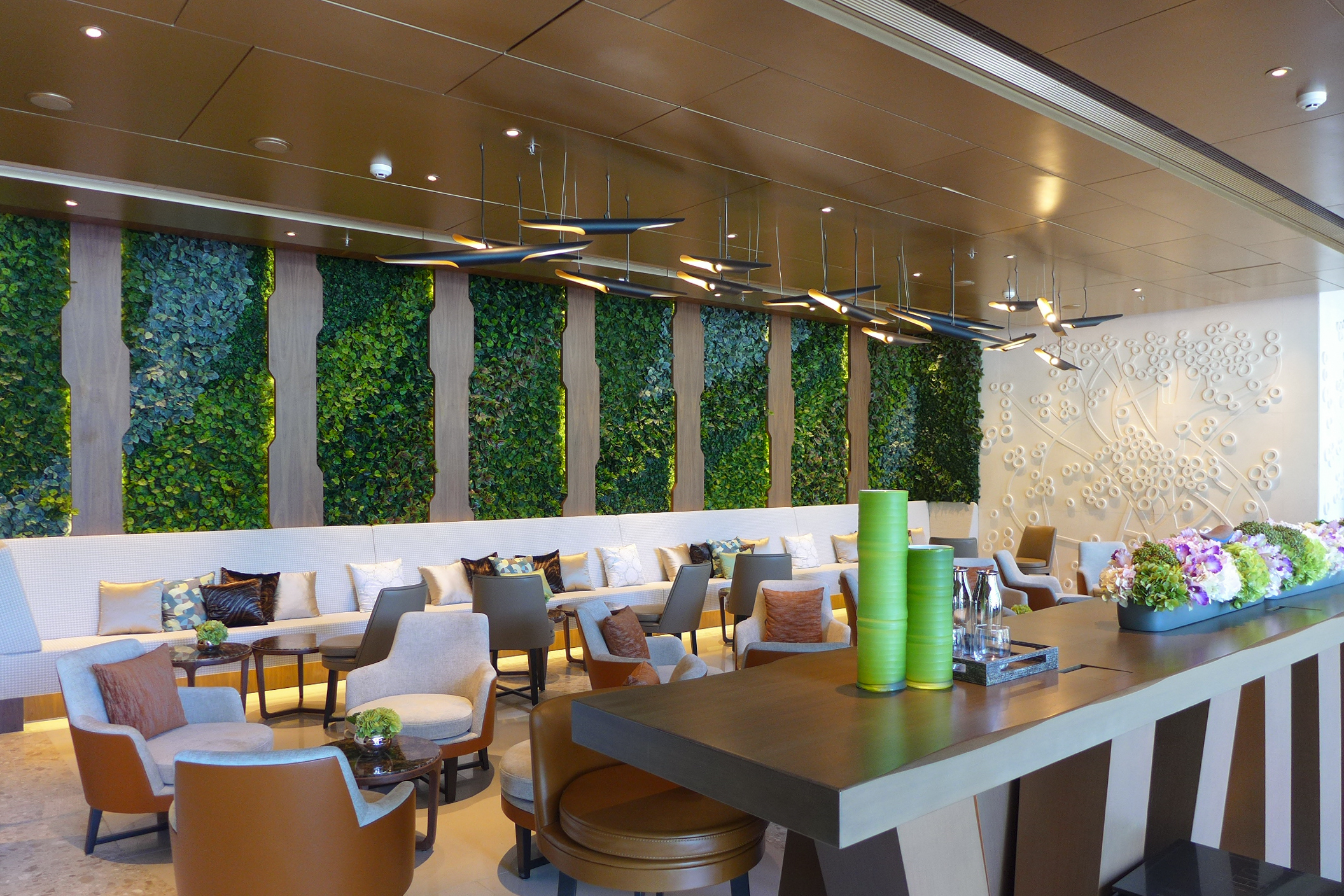
PARK YOHO Cafe
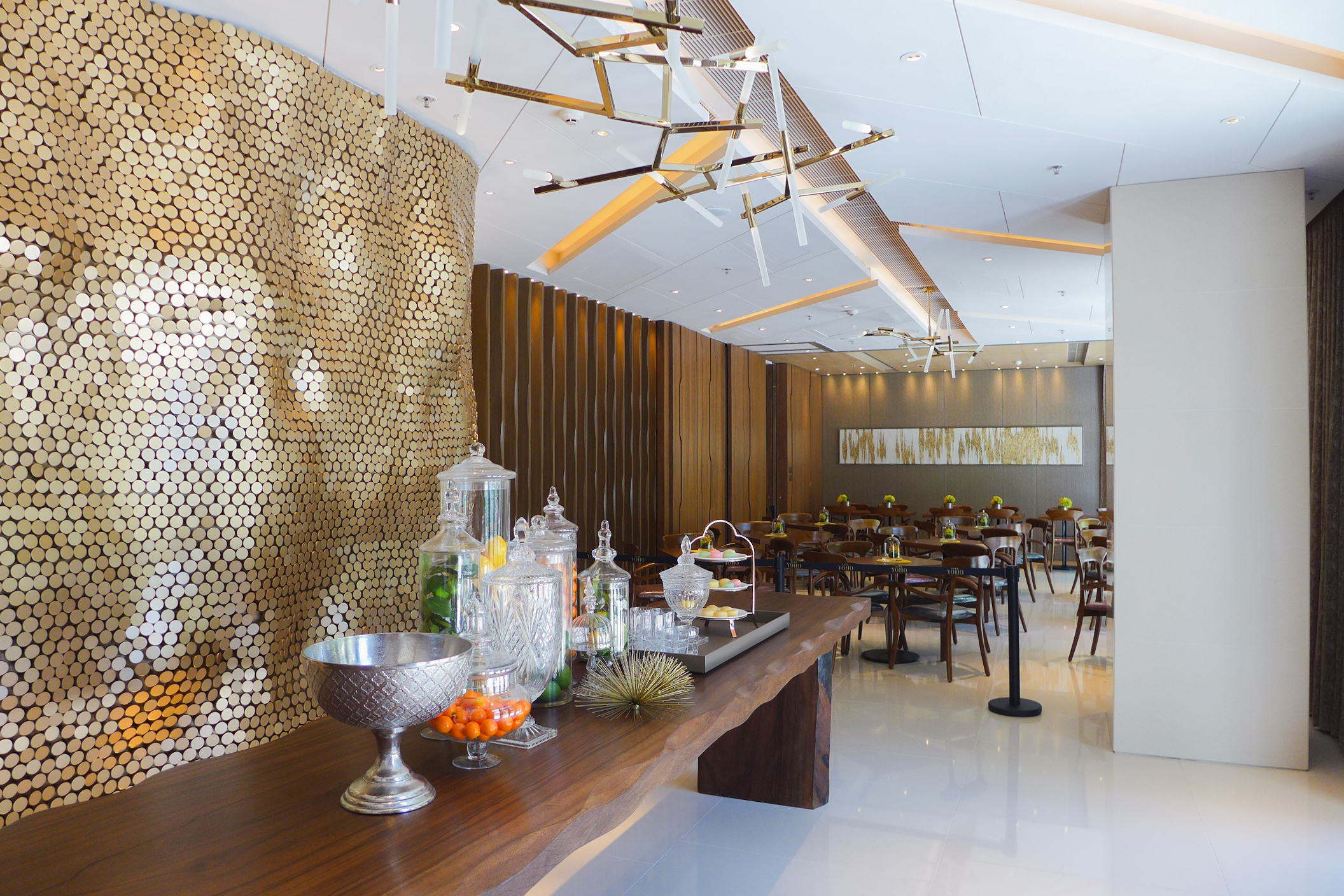
餐廳
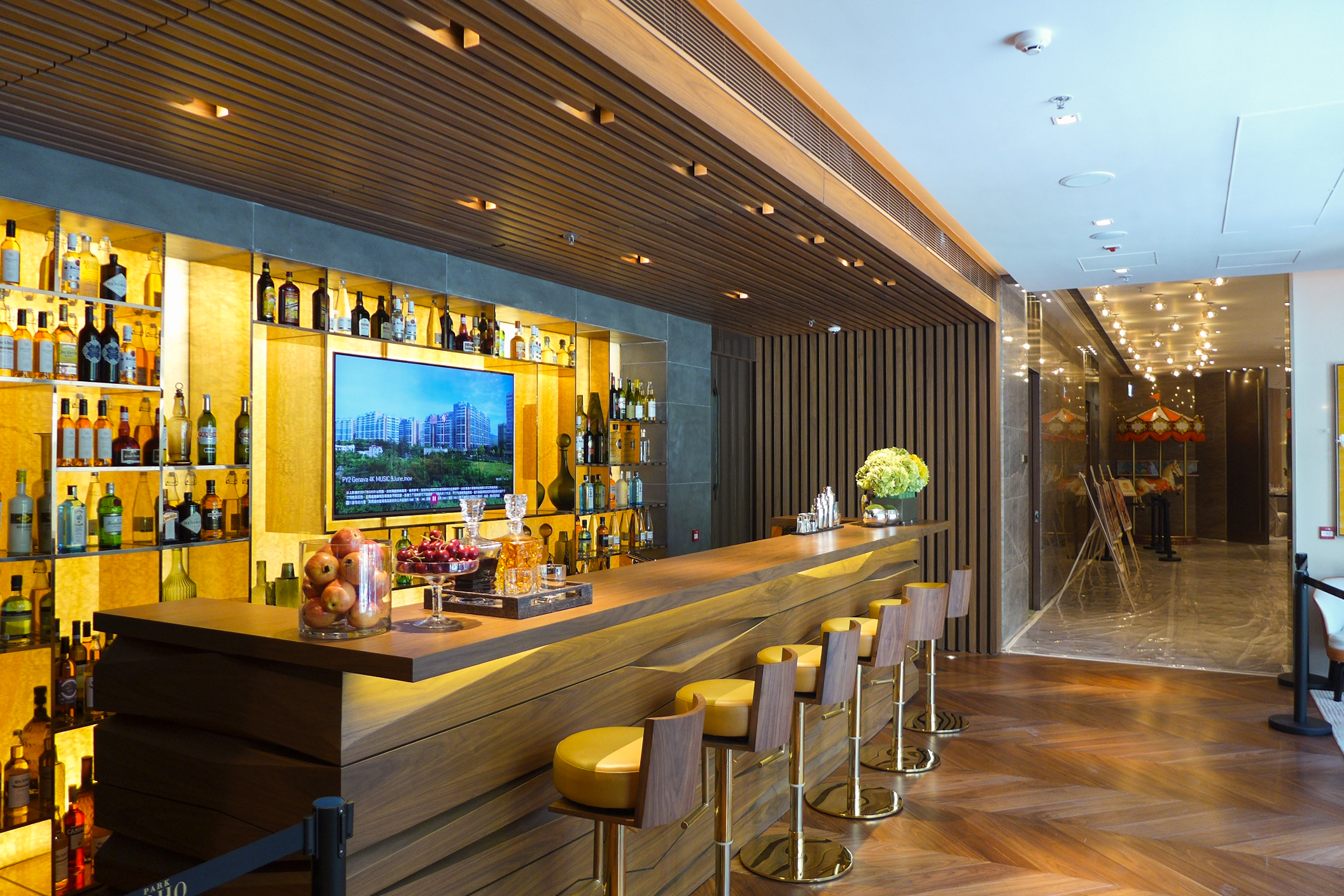
酒吧Lush Bar
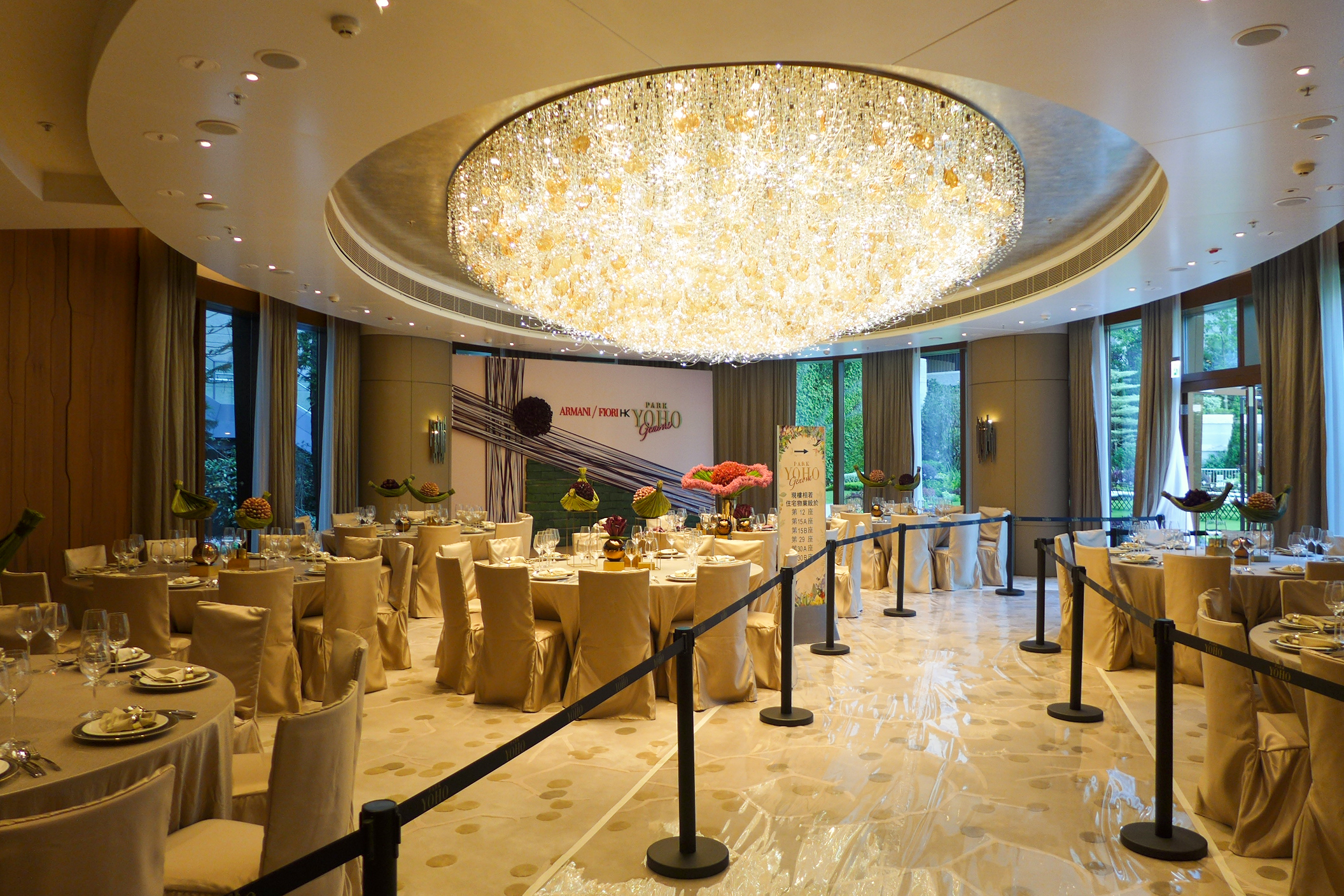
宴會廳可擺放最多10圍酒席，並引入Armani Fiori專屬花藝設計。
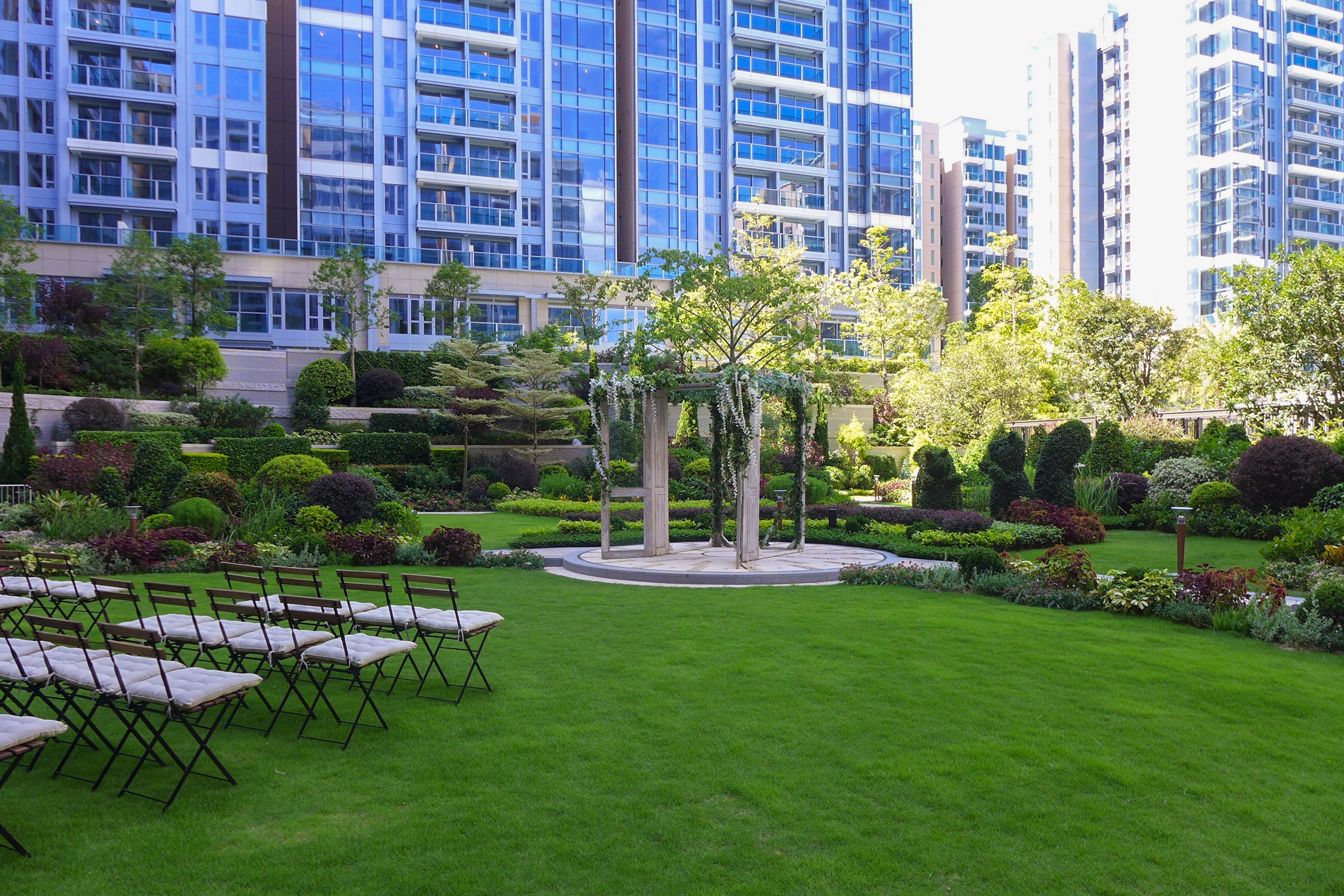
會所外的中央草地

## 商場
廣場Park Circle 以街舖為主，面積約7.5萬呎，共15間舖位，設7-11便利店、Fusion超級市場、759阿信屋、Pet pet shop、Beauty plus、大班麵包西餅及面積近1萬平方呎York 約克幼稚園。商場於2016年尾開幕。整個商場每月總租金涉約100萬，每呎約30至40元。
到2017年，開設教育機構，包括MAMAGREENIA嬰幼教育園、柏明頓教育中心、育才精英教育中心、名師音樂藝術等。

## 交通

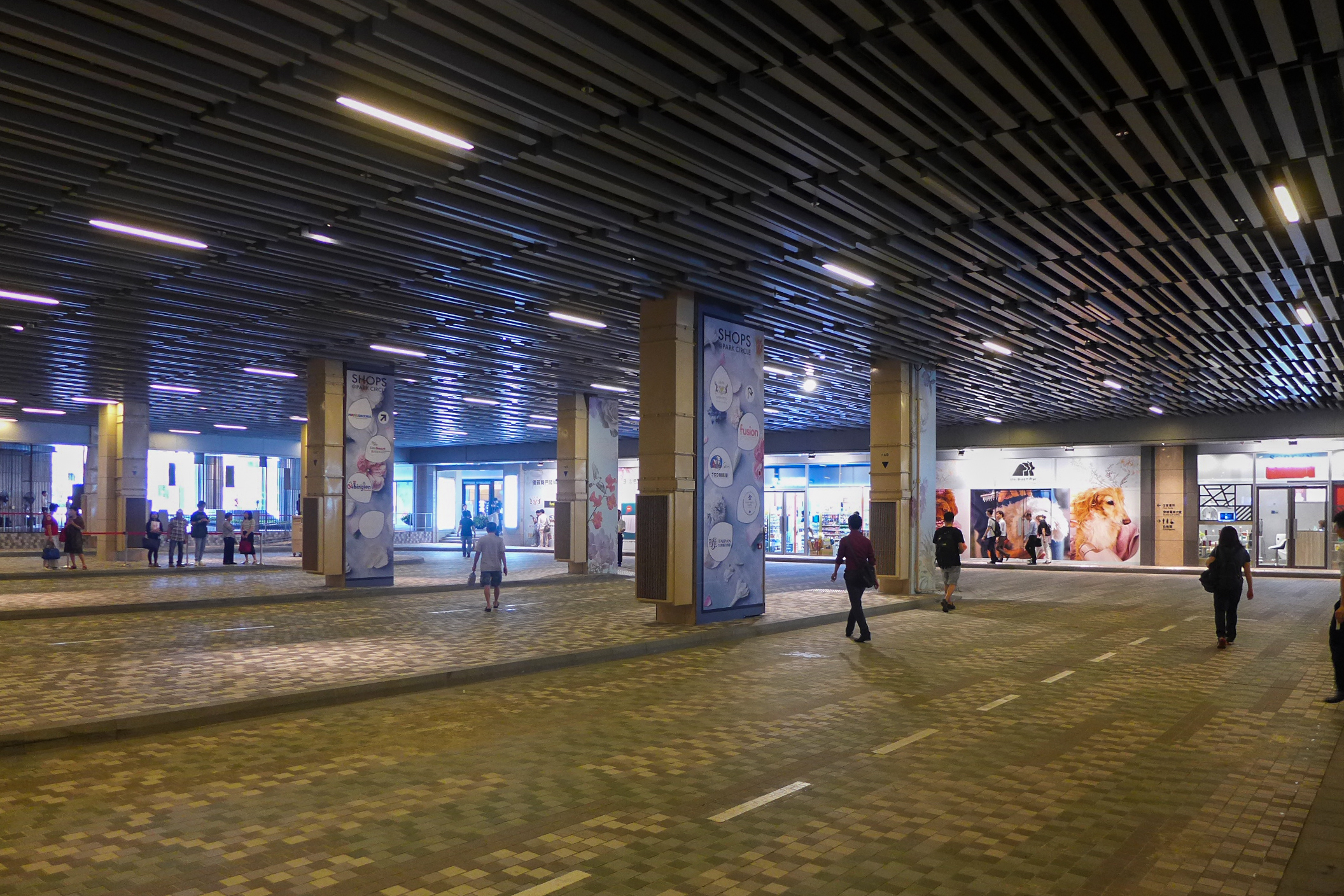
Park YOHO 公共交通運輸交匯處

第1期地庫設交通交匯處，設巴士站，小巴站，的士站及過境巴士及Park YOHO住戶專用的貴賓候車室。發展商提供穿梭巴士來往屋苑至YOHO MALL及九龍站環球貿易廣場。Park YOHO住戶日後亦可透過手機程式，查詢附近交通工具來往時間。另外，《2016-2017年度巴士路線計劃》亦建議將九龍巴士68F線的循環點延長至該處，並於2016年11月1日起實施，成為第一條駛入Park YOHO交通總匯的專營巴士路線，第二條的巴士線68線作為68F線的短途旅次，於2018年11月開辦，藉此加強屋苑接駁港鐵元朗站之服務。第三條的巴士線268M線往返荃灣西站，於2019年4月開辦，藉此加強屋苑往返大欖隧道轉車站及荃灣西站。

## 環境隱憂
錦田河本身亦存在污染問題，沿河集水區一帶是新界主要豬隻飼養的所在地，每日不少豬糞被非法沖洗入河中，做成河水含菌量過高，臭味以夏天最為嚴重。
此外，物業與架空電纜相近，部分人士擔心對健康有影響。而物業保育區內有水塘，夏天或引起蚊患。
根據樓書，Park YOHO 1A與Park YOHO Venezia之間為鐵路預留用地，以作興建規劃中的北環線。因此，在單位景觀上存在不確定性，同時亦有機會受嘈音影響。

## 興建圖片

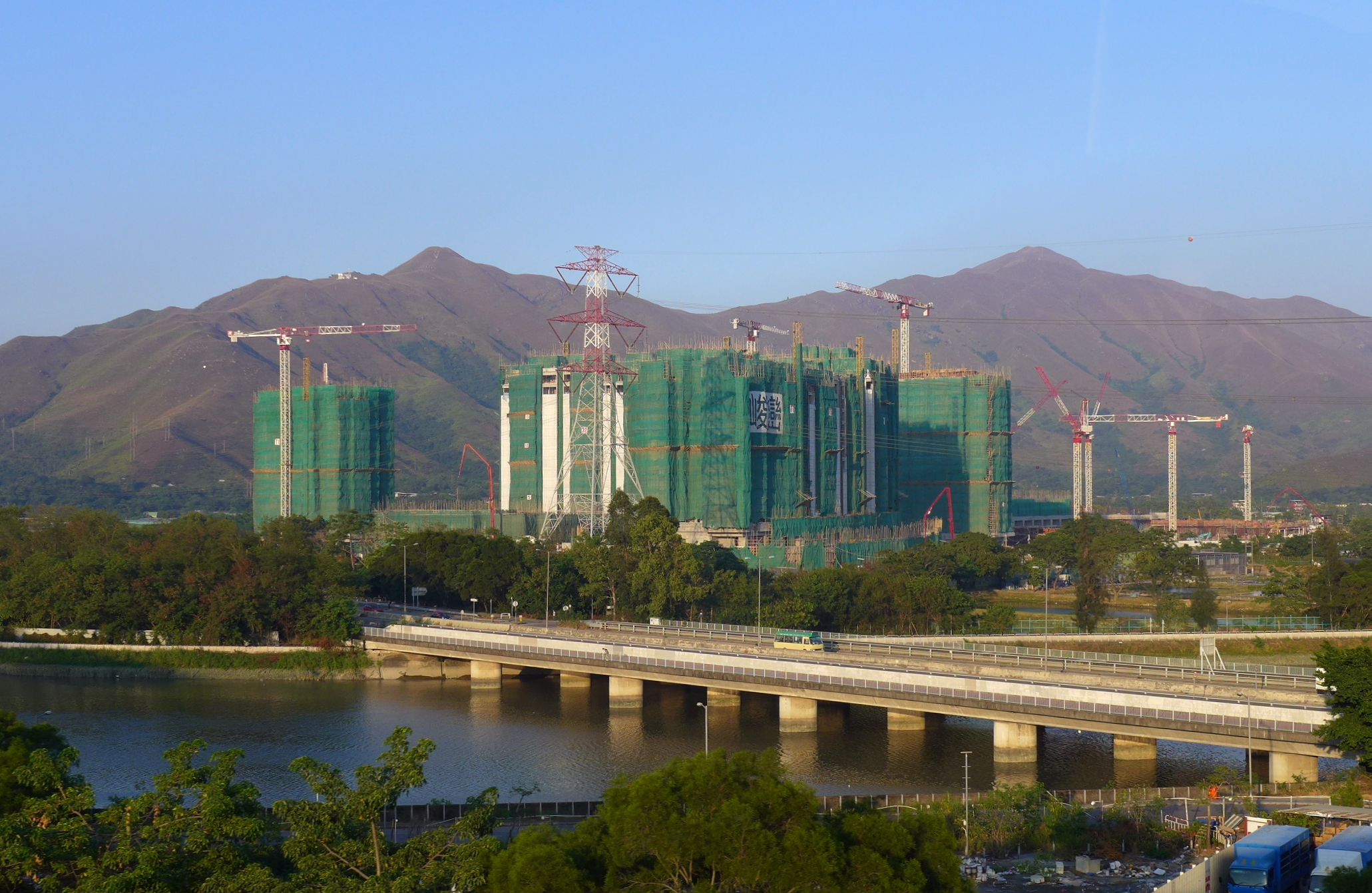
2014年10月
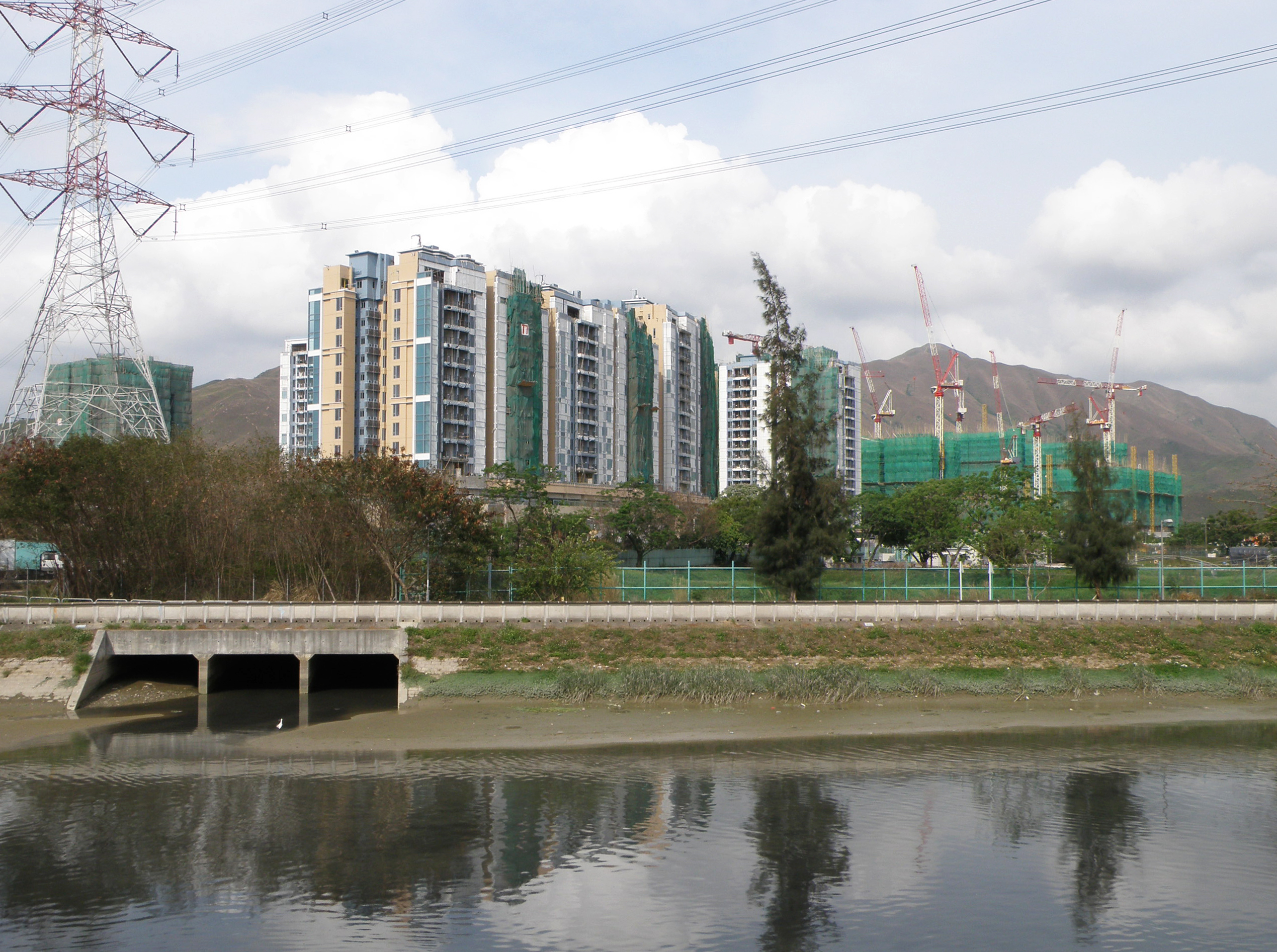
2015年3月
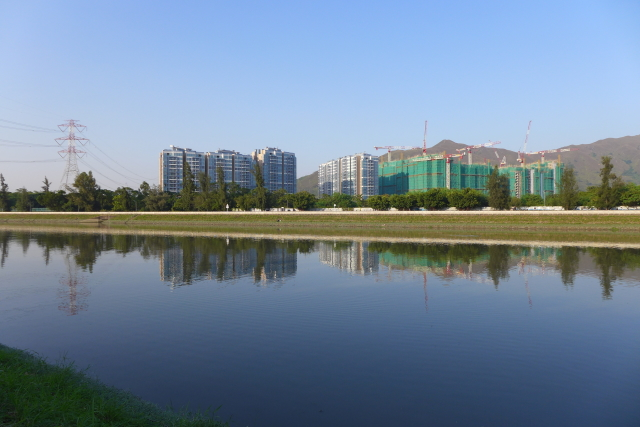
2015年10月
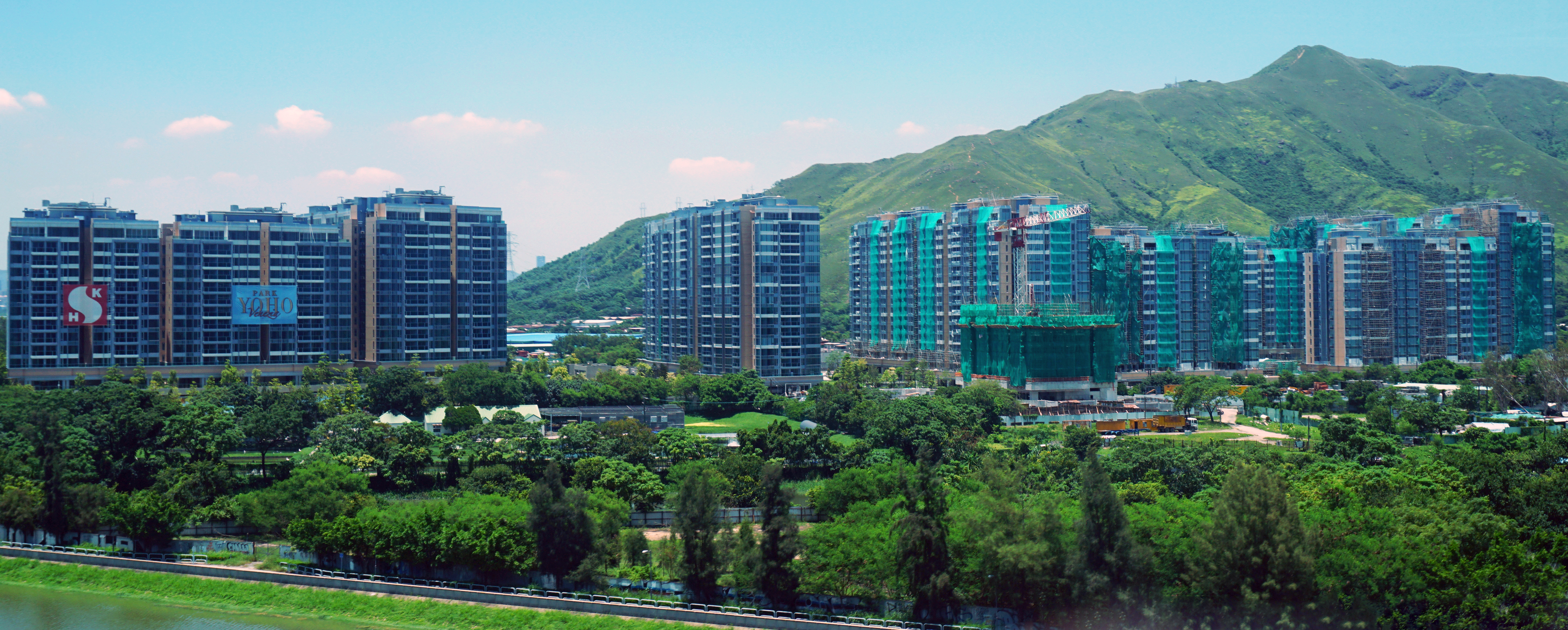
2016年7月

## 毗鄰
- 錦田河
- 南生圍
- 沙埔村
- 長春新村
- 漁護處漁業研究站

## 外部連結
- Park YOHO 官方網頁（页面存档备份，存于）
- Park YOHO 業主討論區 Facebook 專頁（页面存档备份，存于）